# Juan de Castilla el de Tarifa
Juan de Castilla el de Tarifa (1262 – Desastre de la Vega de Granada, 25 de junio de 1319). Infante de Castilla e hijo de Alfonso X de Castilla y de la reina Violante de Aragón.
En 1296, durante la minoría de edad de su sobrino, Fernando IV de Castilla, fue proclamado rey de León, Galicia y de Sevilla como Juan I de León, aunque en 1300 se reconcilió con Fernando IV y entró a su servicio. En 1312, a la muerte de su sobrino Fernando IV, fue uno de los tutores de Alfonso XI de Castilla junto con la reina María de Molina y el infante Pedro de Castilla (1290-1319).
Fue señor de Valencia de Campos y señor consorte de Vizcaya por su matrimonio con María Díaz de Haro, y también fue señor, entre otras, de las villas de Baena, Luque, Oropesa, Dueñas, Tariego, Villalón, Zuheros, Lozoya, Santiago de la Puebla, Melgar de Arriba, Paredes de Nava, Medina de Rioseco y Castronuño, y desempeñó los cargos de alférez del rey, mayordomo mayor del rey y adelantado mayor de la frontera de Andalucía. Murió en el Desastre de la Vega de Granada, acaecido el día 25 de junio de 1319.

## Orígenes familiares
Era hijo de Alfonso X de Castilla y de la reina Violante de Aragón, y sus abuelos paternos fueron el rey Fernando III de Castilla y su primera esposa, la reina Beatriz de Suabia. Y por parte materna era nieto del rey Jaime I de Aragón y de la reina Violante de Hungría.
Además, fue hermano del infante Fernando de la Cerda, que fue el heredero del trono castellano hasta su muerte en 1275, del infante Sancho, que reinaría como Sancho IV de Castilla entre 1284 y 1295, del infante Pedro de Castilla, que fue señor de Ledesma y de otras muchas villas, y del infante Jaime de Castilla, que fue señor de los Cameros.
Y también fue hermanastro de Alfonso Fernández el Niño, que era hijo ilegítimo de Alfonso X y de Elvira Rodríguez de Villada y llegó a ser señor consorte de Molina y Mesa por su matrimonio con Blanca Alfonso de Molina.

## Biografía

### Juventud (1262-1282)
El infante Juan nació en 1262, según afirman la mayoría de los autores, y Domínguez Sánchez indicó que nació en ese año en la ciudad de Sevilla, aunque otros no mencionan nada sobre el lugar de su nacimiento y otros señalaron erróneamente que nació en 1264. Y en octubre de 1272 el rey Alfonso X concertó el matrimonio del infante Juan con Juana, hija del marqués Guillermo VII de Montferrato, aunque finalmente se casaría con Margarita de Montferrato, que era hija del mismo individuo.
El 17 de febrero de 1281 el infante Juan contrajo matrimonio en la ciudad de Burgos, al tiempo que su hermano, el infante Pedro, se casaba con Margarita de Narbona, con Margarita de Montferrato, que era hija del marqués Guillermo VII de Montferrato y de Isabel de Gloucester.

### La guerra civil y la muerte de Alfonso X (1282-1284)
La muerte del primogénito y heredero al trono, Fernando de la Cerda, en 1275, provocó una grave crisis sucesoria. Según la costumbre, y dada la minoría del hijo de Fernando, Alfonso de la Cerda, los derechos debían recaer en el segundogénito, el infante Sancho, distinguido guerrero que se ganó el apelativo de "Bravo". Sin embargo, el derecho romano introducido por Alfonso X en Las Siete Partidas establecía que la sucesión correspondía a los hijos de Fernando de la Cerda. Alfonso X se inclinó en principio por satisfacer las aspiraciones del infante Sancho. Pero luego, presionado por su esposa, la reina Violante y por Felipe III de Francia, tío de los infantes de la Cerda, pretendió convertir a Alfonso de la Cerda en rey de Jaén.

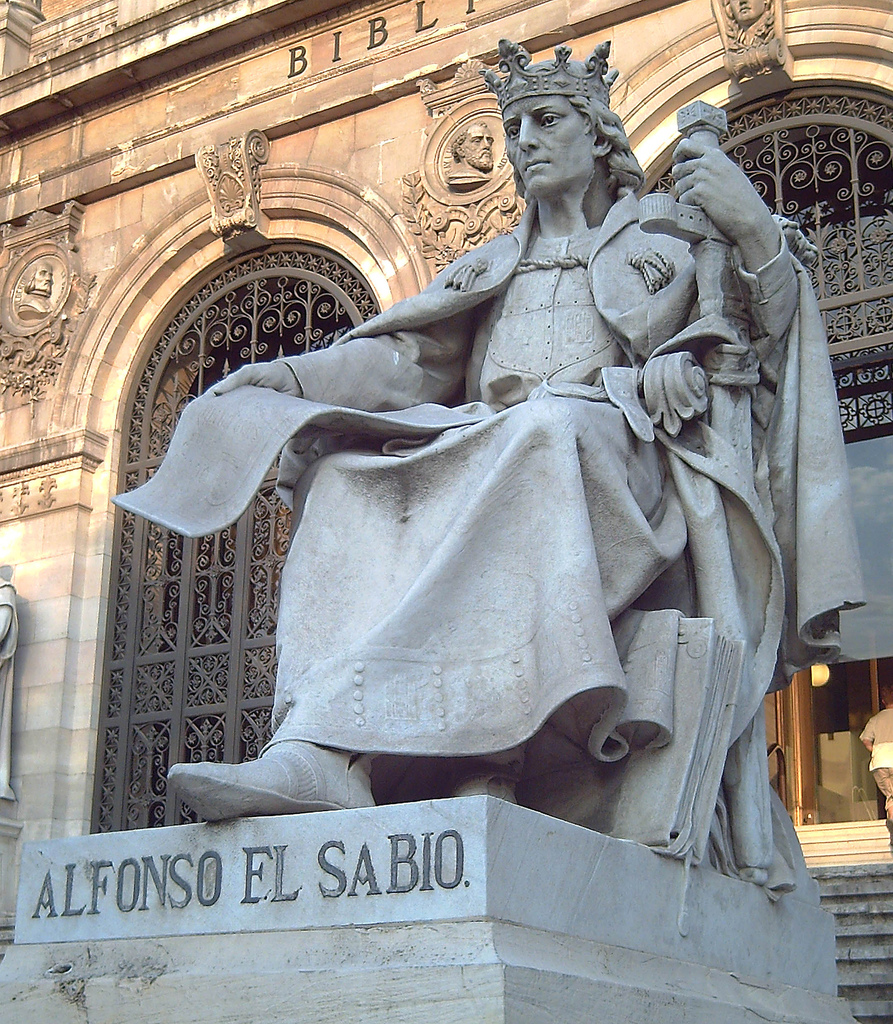
Estatua que representa a Alfonso X de Castilla, padre del infante Juan. Biblioteca Nacional de España, Madrid.

El infante Sancho se rebeló, apoyado por la mayor parte de la nobleza del reino, y llegó a desposeer a Alfonso X de sus poderes, aunque no del título de rey (1282). Solo Sevilla, Murcia y Badajoz permanecieron fieles a Alfonso X. El infante Juan apoyó en un primer momento a su hermano, pero Alfonso X, ayudado por sus antiguos enemigos los benimerines empezó a recuperar su posición y a ganar para su causa cada vez más nobles y ciudades rebeldes. Entre ellos se encontró el propio infante Juan, que en marzo de 1283, abandonó a Sancho y retornó a la obediencia paterna, tal como refiere la Crónica General de Espanha:

El infante Don Juan, arrepintiéndose de estar en contra de su padre, tomó a su mujer y a un hijo suyo, y fuese para Sevilla. Y, cuando entró en el palacio donde estaba su padre, desvistióse y descalzóse e hizo vestir a su mujer en cota y a su hijo en camisa. Y cuando estuvo ante su padre, se colgó una soga al cuello y se puso de hinojos delante de él, pidiéndole merced. El rey, movido a piedad, lloró con él, abrazólo y besólo y le dio su bendición.

El año 1283 concluyó para el bando del infante Sancho con un revés militar, pues la ciudad de Mérida, que controlada por sus partidarios, fue recuperada para el rey Alfonso por un ejército al mando del infante Juan y de Fernán Pérez Ponce de León I, nieto del rey Alfonso IX de León.
En su codicilo testamentario, redactado en Sevilla en 1284, el rey Alfonso X maldijo a su hijo Sancho y lo desheredó, legando los tronos de León y Castilla a Alfonso de la Cerda, bajo la tutela de Felipe III de Francia, que heredaría Castilla en el caso de que Alfonso y sus hermanos murieran sin descendencia. El infante Juan recibiría los reinos de Sevilla y Badajoz, debiendo cumplir para ello con dos condiciones, siendo la primera de ellas que debía comprometerse a prestar obediencia, él y sus descendientes, a quien fuese rey de Castilla y de León, y la segunda, que el infante Juan debería respetar sus mandas testamentarias, como aquella por la que el monarca estipulaba que a su muerte, su hija Beatriz de Castilla, reina de Portugal, quien había sido designada junto con el infante Juan albacea del testamento de su padre, percibiría las rentas de la ciudad de Badajoz.
Sin embargo, el testamento de Alfonso X, que falleció en Sevilla el 4 de abril de 1284, no fue respetado, y Sancho IV de Castilla subió al trono y el infante Juan le reconoció como soberano. Y conviene señalar que solo dos de los hijos varones de Alfonso X le sobrevivieron, siendo uno de ellos el infante Juan y el otro su hermano mayor, Sancho IV.

### El reinado de Sancho IV de Castilla (1284-1295)
En 1286 falleció la esposa del infante Juan, Margarita de Montferrato, y antes o poco antes del 11 de mayo de 1287, el infante contrajo un nuevo matrimonio con María Díaz de Haro, que llegaría a ser señora de Vizcaya y era hija del conde Lope Díaz III de Haro, señor de Vizcaya. Y el 8 de junio de 1288 fue asesinado en Alfaro el suegro del infante Juan, Lope Díaz III de Haro, señor de Vizcaya y privado del rey, en el transcurso de una reyerta con Sancho IV en la que estuvo presente el propio infante Juan, que estuvo a punto de morir a manos de su hermano, siéndole perdonada la vida debido a la intervención de la reina María de Molina, quien, en vista de la situación:

Desque la Reina, que estava en su camara supo el hecho en como havia passado, pugno quanto pudo en guardar al Infante D. Juan que no tomasse muerte, i si non fuera por esto, luego lo matara el Rei de buena miente, i prissiole el Rei esa noche, i metiole en unos hierros.

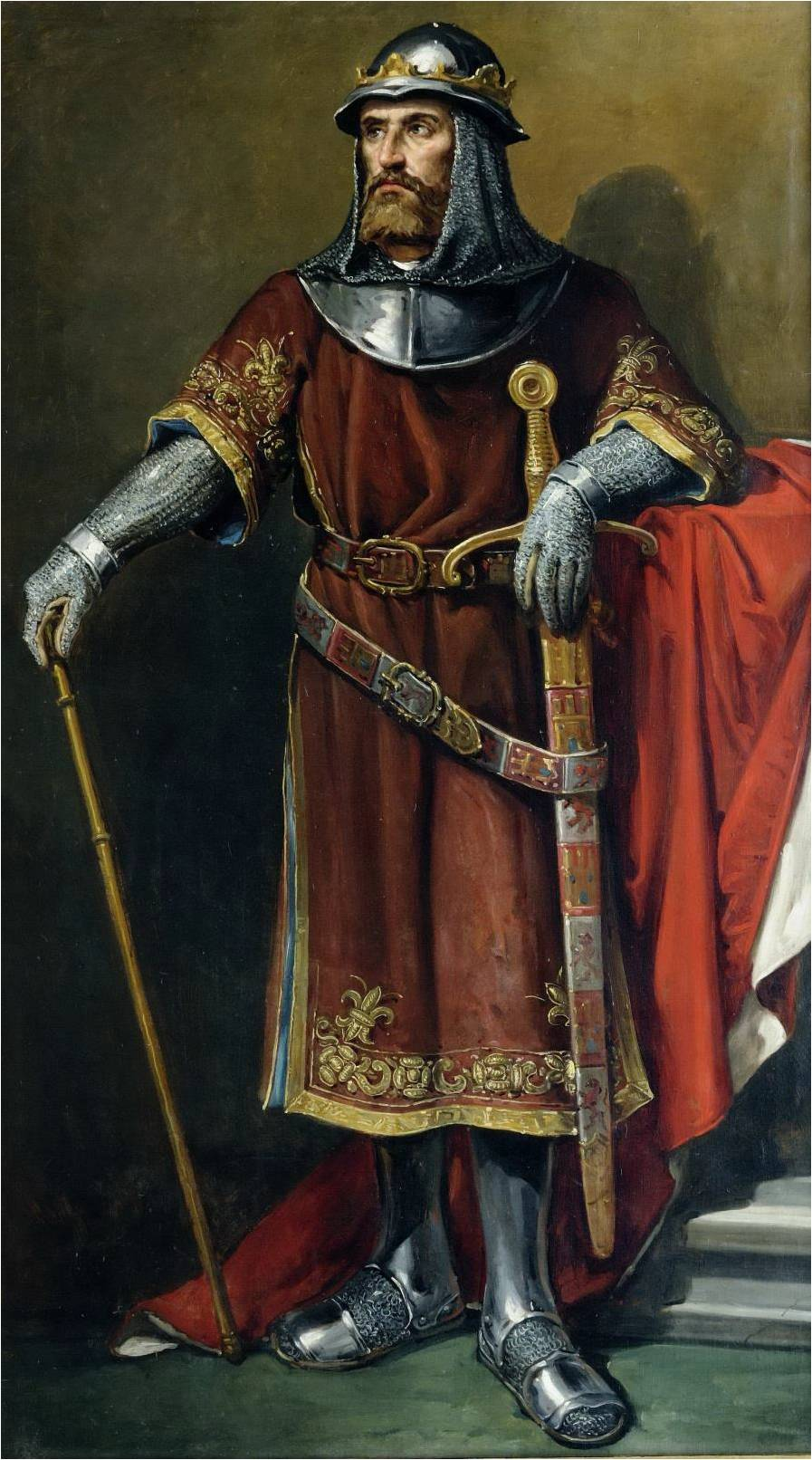
Sancho IV de Castilla. José María Rodríguez de Losada. (Ayuntamiento de León).

Por haber atentado contra la vida de su hermano, el infante Juan fue encarcelado en el castillo de Burgos, y posteriormente, en el castillo de Curiel de Duero, donde permaneció hasta el año 1291 en que, merced a la intercesión de la reina María de Molina, fue libertado por orden de su hermano y conducido a la ciudad de Valladolid, donde prestó juramento de fidelidad al rey y a su sucesor, el infante Fernando. El señorío de Vizcaya pasó a manos de su cuñado, Diego López IV de Haro, hijo del difunto Lope Díaz de Haro, que se hallaba enemistado con el rey Sancho IV desde que este asesinara a su padre. Diego falleció un año después que su padre, en 1289, y sin dejar descendencia. Diego López V de Haro, hermano de Lope Díaz III, y aprovechando la circunstancia de que el infante Juan se encontraba preso, entró en Vizcaya y fue reconocido como señor por los vizcaínos, pero hubo de huir a Aragón en busca de refuerzos, ante la llegada de las tropas de Sancho IV.
En 1292, poco después de su liberación, el infante Juan se distinguió junto a su hermano el rey en la conquista de Tarifa, y durante la cual el infante recibió quemaduras de azufre hirviente en el rostro. Y hay constancia de que en noviembre de 1292 el infante Juan desempeñó brevemente el cargo de adelantado mayor de la frontera de Andalucía, habiendo sido precedido en dicho cargo por Juan Núñez I de Lara, señor de Lara, y siendo sucedido por su pariente Juan Fernández Cabellos de Oro, que era nieto del rey Alfonso IX de León. Pero poco después entabló una alianza con Juan Núñez I de Lara y con otros ricoshombres con el propósito de combatir a su hermano, y por temor a este, el infante Juan abandonó el reino y se refugió en Portugal. Allí mantuvo tratos con Juan Alfonso de Meneses, señor de Alburquerque, lo que provocó recelos en el rey Dionisio I el Labrador, que ordenó al infante que abandonase sus estados. En 1294 el infante Juan se embarcó en el puerto de Lisboa con la intención de dirigirse a Francia. Sin embargo, el navío recaló en Tánger, donde él y sus hombres fueron socorridos por el sultán benimerín.
Al servicio del rey de Fez, volvió a la península ibérica aquel mismo año, tomando parte en el asedio al que los benimerines y los nazaríes sometieron a la ciudad de Tarifa, defendida por Guzmán el Bueno, fundador de la casa de Medina Sidonia. Según refiere la Crónica de Sancho IV, el infante Juan amenazó al defensor de la plaza con asesinar a su hijo, que se hallaba en su poder, si no la rendía. Mas, a pesar de ello, Guzmán el Bueno, se negó a rendirse y, como prueba de su determinación, arrojó su propia daga desde las murallas de Tarifa para que con ella diesen muerte a su hijo. El joven Pedro fue asesinado, y su cabeza cortada y arrojada en una catapulta al interior de la ciudad sitiada. A pesar de tal acción, los sitiadores se vieron obligados a levantar el asedio y el infante se refugió en el reino de Granada, acogido por el sultán Muhammad II.

### La minoría de edad de Fernando IV de Castilla (1295-1301)
El día 25 de abril de 1295 falleció el rey Sancho IV, siendo sucedido en el trono por su hijo, Fernando IV, que contaba con diez años de edad. Con la muerte del rey, Diego López V de Haro volvió al señorío de Vizcaya, que ocupó gracias al apoyo de la reina María de Molina. Aprovechando las luchas que se desencadenaron en el seno de la corte castellana tras la defunción de su hermano, y, al tiempo que Alfonso de la Cerda reclamaba el trono, el infante Juan intentó hacerse, no solamente con los reinos de Sevilla y Badajoz, que su padre le había legado, sino con la totalidad de Castilla y de León, argumentando que su sobrino el rey Fernando IV había nacido siendo fruto de un matrimonio incestuoso y nulo.
Abandonando Granada, intentó ocupar la ciudad de Badajoz, pero, al fracasar en su intento, se apoderó de Coria y del castillo de Alcántara. Pasó después a Portugal, donde presionó al rey Dionisio I para que declarase la guerra a Fernando IV, y al mismo tiempo, para que le apoyase en sus pretensiones de acceder al trono. A principios de 1296, el infante Juan tomó Astudillo, Paredes de Nava y Dueñas, al tiempo que su hijo Alfonso de Valencia se apoderaba de Mansilla.

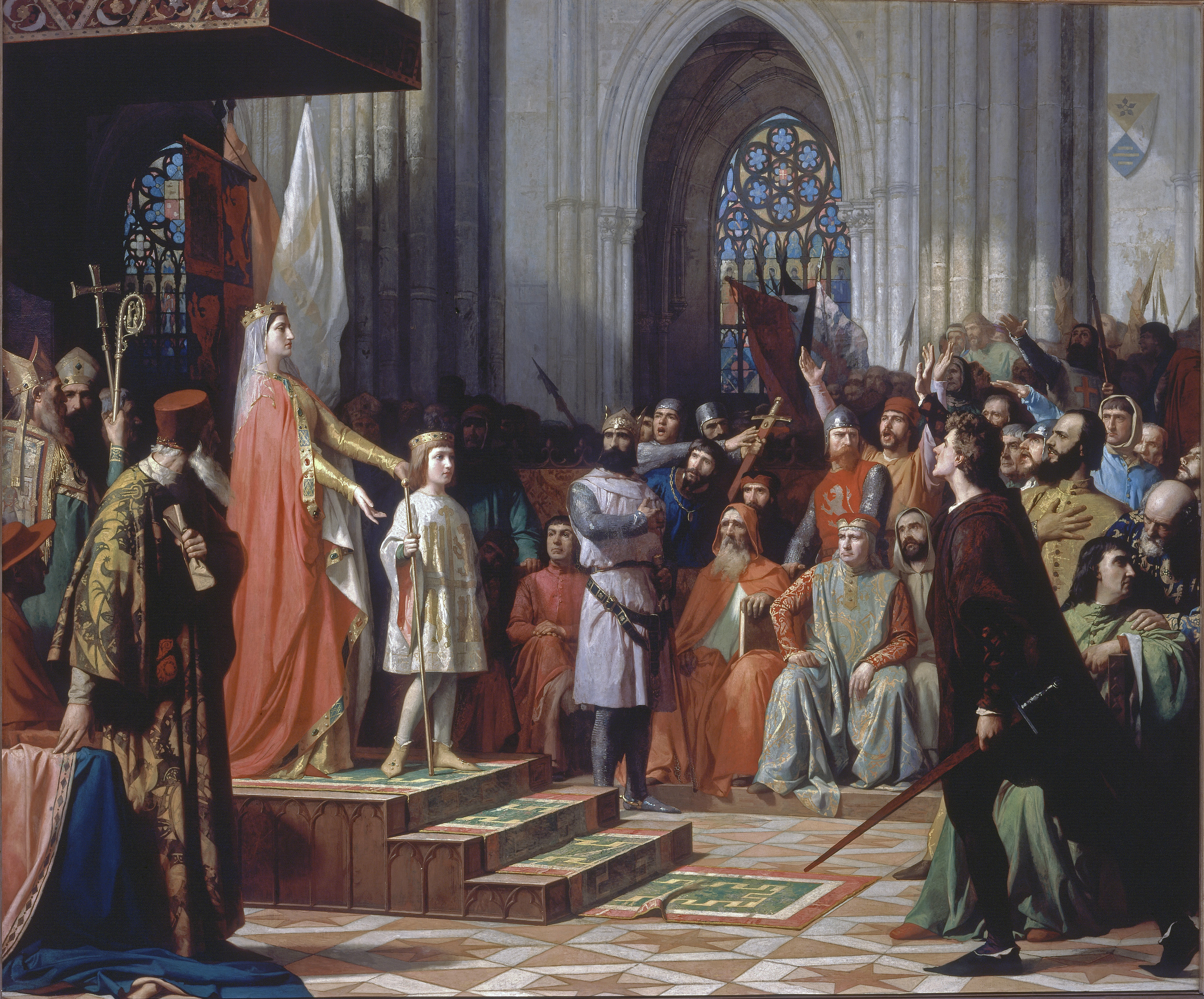
María de Molina presenta a su hijo Fernando IV en las Cortes de Valladolid de 1295. Óleo sobre lienzo de Antonio Gisbert Pérez. 1863. (Congreso de los Diputados de España).

En abril de 1296 Alfonso de la Cerda entró en escena, acompañado por tropas aragonesas, acordando que Castilla sería para él, y León para el infante Juan.  Alfonso de la Cerda se dirigió a la ciudad de León, donde el infante Juan fue coronado rey de León, de Sevilla y de Galicia «contando con el concurso», en palabras de Boto Varela, del obispo de León, Fernando Ruiz, aunque se desconoce el papel que el prelado desempeñó en la ceremonia. Y el mismo historiador destacó que tres de los cuatro monarcas castellanos que fueron coronados solemnemente entre los siglos XIII y XIV, y entre los que figuraban el «espurio» infante don Juan y también su hermano Sancho IV, Enrique II y Juan I, gozaban de «escasa o nula legitimidad» para acceder al trono.
Tras su coronación, el infante Juan acompañó a Sahagún a Alfonso de la Cerda, donde este último fue proclamado rey de Castilla, Toledo, Córdoba, Murcia y Jaén, contando con la presencia y el apoyo en ambas coronaciones del infante Pedro de Aragón, hijo de Pedro III de Aragón.

Configuración peninsular desde 1296 hasta 1300 con la proclamación del infante Juan como Juan I, rey de León, Galicia y Sevilla

Poco después de ser coronados Alfonso de la Cerda y el infante Juan cercaron Mayorga, partiendo al mismo tiempo el infante Enrique al reino de Granada para concertar la paz con los nazaríes, ques en esos momentos atacaban en toda Andalucía las tierras del rey, defendidas por Guzmán el Bueno. El 25 de agosto de 1296 falleció el infante Pedro de Aragón, víctima de la peste, mientras se encontraba al mando del ejército aragonés que sitiaba Mayorga, perdiendo con ello el infante Juan a uno de sus mayores valedores. Debido a la mortalidad que se extendió entre los sitiadores, los pretendientes se vieron obligados a levantar el cerco.
Mientras el infante Juan y Juan Núñez II de Lara aguardaban la llegada del rey de Portugal con sus tropas, que avanzaban a lo largo del Duero, para unirse a ellos en el sitio con el que proyectaban someter la ciudad de Valladolid, donde se encontraban la reina María de Molina y Fernando IV, el rey aragonés atacaba Murcia y Soria, y Diego López V de Haro sembraba el desorden en su señorío de Vizcaya.
Ante esta situación, la reina María de Molina amenazó al monarca portugués con romper los acuerdos del año anterior si persistían sus ataques a Castilla y su apoyo al infante Juan y a Alfonso de la Cerda. El rey Dionisio, informado de que Juan Núñez II de Lara se negaba a sitiar Valladolid, así como de que numerosos magnates, nobles y prelados desertaban del bando del infante Juan, retornó a su reino, habiéndose apoderado previamente de los municipios de Castelo Rodrigo, Alfaiates y Sabugal, territorios pertenecientes a Sancho de Castilla "el de la Paz", nieto de Alfonso X. Poco después de la retirada del rey de Portugal, el infante Juan se retiró a León y Alfonso de la Cerda regresó a Aragón. En octubre de 1296, las tropas de María de Molina, enferma de gravedad en esos momentos, cercaron Paredes de Nava, donde se hallaba María II Díaz de Haro, esposa del infante Juan, acompañada por su madre y por su hijo Lope. Cuando el infante Enrique de Castilla el Senador, que se hallaba conferenciando con el sultán de Granada, tuvo conocimiento de que los aragoneses y los portugueses habían abandonado Castilla, y de que la reina se encontraba sitiando Paredes de Nava, decidió regresar a Castilla, temiendo que le privasen del cargo de tutor del rey Fernando IV. A su regreso, el infante Enrique persuadió a algunos caballeros y consiguió que se levantase el asedio a que se hallaba sometida Paredes de Nava, a pesar de la oposición de la reina, que regresó a Valladolid en enero de 1297. Juan Núñez II de Lara fue sitiado en Ampudia, aunque consiguió escapar del cerco.
El día 12 de septiembre de 1297, María de Molina y el rey portugués suscribieron el tratado de Alcañices, por el que Castilla cedía diversas plazas fronterizas a Dionisio I a cambio de que retirara su apoyo al infante Juan, que aún seguía controlando el territorio leonés. Además, el monarca portugués cedió a la reina madre 300 caballeros para luchar contra el infante Juan. El tratado de Alcañices contribuyó a asegurar la posición en el trono de Fernando IV y permitió a la reina María de Molina tener un mayor margen de maniobra.
A finales de 1297, la reina envió a Guzmán el Bueno a León para combatir al infante Juan. A comienzos de 1298, Alfonso de la Cerda y el infante Juan, apoyados por Juan Núñez II de Lara, comenzaron a acuñar moneda devaluada, debido a la falta de fondos con los que sostener la guerra. En ese mismo año Sigüenza cayó en poder de Juan Núñez II de Lara, pero tuvo que evacuarla al poco tiempo a causa de la resistencia de los defensores y, poco después, caían en manos del magnate castellano Almazán -que se convirtió en la plaza fuerte de Alfonso de la Cerda- y Deza, siéndole además devuelto a Lara el Albarracín por el rey Jaime II de Aragón. En las Cortes de Valladolid de 1298, el infante Enrique volvió a aconsejar la venta de la ciudad de Tarifa a los benimerines, oponiéndose a ello la reina María de Molina.
Poco después, María de Molina se entrevistó con el rey de Portugal en Toro, y le solicitó que la ayudase en la lucha contra el infante Juan. Sin embargo, el soberano portugués rehusó. De común acuerdo con el infante Enrique, ambos planeaban que Fernando IV llegase a un acuerdo de paz con el infante Juan, conservando este último Galicia, León y todas las plazas que había conquistado mientras durase su vida. No obstante, todos esos territorios retornarían a su muerte a propiedad del rey Fernando. La reina, que se oponía al proyecto de entregar dichos territorios al infante Juan, sobornó al infante Enrique entregándole Écija, Roa y Medellín a cambio de cejar en sus proyectos, logrando al mismo tiempo que los representantes de los concejos rechazasen públicamente el proyecto del soberano portugués.

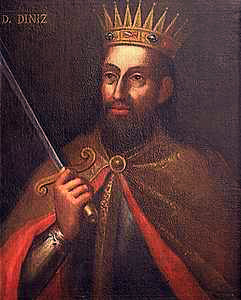
Retrato que representa al rey Dionisio I de Portugal.

Una vez finalizadas las Cortes de Valladolid de 1299, la reina recuperó los castillos de Mónzón y de Becerril de Campos, que se hallaban en poder de los partidarios de Alfonso de la Cerda, y Juan Alfonso de Haro, señor de los Cameros, capturó a Juan Núñez II de Lara. Mientras tanto, la reina dispuso el envío de tropas para socorrer Lorca, sitiada por el rey de Aragón, al tiempo que, en agosto del mismo año, las tropas del rey castellano cercaban Palenzuela. Juan Núñez II de Lara fue liberado ese mismo año a condición de que su hermana Juana Núñez de Lara se desposase con el infante Enrique, rindiese homenaje al rey Fernando IV, se comprometiese a no guerrear contra él y devolviese los municipios de Osma, Palenzuela, Amaya, Dueñas -que le fue concedida al infante Enrique-, Ampudia, Tordehumos — que le fue entregada a Diego López V de Haro — la Mota, y Lerma.
En marzo de 1300, María de Molina se entrevistó una vez más con Dionisio I de Portugal en Ciudad Rodrigo, donde el soberano portugués solicitó fondos para poder abonar el coste de las dispensas matrimoniales que el papa debería otorgar, a fin de que se llevasen a cabo los enlaces matrimoniales entre Fernando IV y Constanza de Portugal y los de la infanta Beatriz de Castilla con el infante Alfonso de Portugal. En las Cortes de Valladolid de 1300, la reina, imponiendo su voluntad, consiguió reunir la cantidad necesaria de dinero con la que poder persuadir a Bonifacio VIII para que este emitiera la bula que legitimara los matrimonios.
Durante las Cortes de Valladolid de 1300 el infante Juan de Castilla renunció a sus pretensiones al trono, no obstante haber sido proclamado rey de León en 1296, y prestó público juramento de fidelidad a Fernando IV de Castilla y a sus sucesores, el día 26 de junio de 1300. A cambio de su renuncia a la posesión del señorío de Vizcaya, cuya posesión le fue confirmada a Diego López V de Haro, María II Díaz de Haro y su esposo, el infante Juan, recibieron Mansilla, Paredes de Nava, Medina de Rioseco, Castronuño y Cabreros. Poco después, María de Molina y los infantes Enrique y Juan, acompañados por Diego López V de Haro, sitiaron el municipio de Almazán, pero levantaron el asedio por la oposición del infante Enrique.
En 1301 Jaime II de Aragón sitió la villa de Lorca, perteneciente a don Juan Manuel, quien entregó la villa al monarca aragonés, al tiempo que María de Molina, con el propósito de amortizar el desembolso realizado para proveer un ejército con el que liberar a la villa del cerco aragonés, ordenaba cercar los castillos de Alcalá y Mula, y sitiaba a continuación la ciudad de Murcia, donde se hallaba Jaime II, quien pudo haber sido capturado por las tropas castellanas y las leonesas, de no haber sido prevenido por los infantes Enrique y Juan, quienes se mostraban temerosos de una completa derrota del soberano aragonés, pues ambos deseaban mantener buenas relaciones con él.
En las Cortes de Burgos de 1301 se aprobaron los subsidios demandados por la Corona para financiar la guerra contra el reino de Aragón, contra el reino de Granada, y contra Alfonso de la Cerda, al tiempo que se concedían subsidios para conseguir la legitimación del matrimonio de la reina con Sancho IV de Castilla, enviándose a continuación 10 000 marcos de plata al papa para este propósito, a pesar de la hambruna que asolaba los reinos de Castilla y de León. Durante las Cortes de Zamora de 1301, el infante Juan de Castilla y los ricoshombres de Léon, Galicia y Asturias, partidarios en su mayor parte del infante Juan, aprobaron los subsidios demandados por la Corona.

### La mayoría de edad de Fernando IV de Castilla (1301-1312)
En noviembre de 1301, hallándose la Corte en la ciudad de Burgos, se hizo pública la bula por la que el papa Bonifacio VIII legitimaba el matrimonio de la reina María de Molina con el difunto rey Sancho IV, siendo por tanto sus hijos legítimos a partir de ese momento. Al mismo tiempo, se declaró la mayoría de edad de Fernando IV. Con ello, el infante Juan de Castilla y los infantes de la Cerda perdieron uno de sus principales argumentos a la hora de reclamar el trono, no pudiendo esgrimir en adelante la ilegitimidad del monarca castellano. También se recibió la dispensa pontificia que permitía la celebración del matrimonio de Fernando IV con Constanza de Portugal. El infante Enrique, molesto por la legitimación de Fernando IV por el papa Bonifacio VIII, se alió con Juan Núñez II de Lara, señor de la Casa de Lara, a fin de indisponer y enemistar a Fernando IV con su madre, la reina María de Molina. A ambos magnates se les unió el infante Juan de Castilla, quien continuaba reclamando el señorío de Vizcaya en nombre de su esposa, María II Díaz de Haro.

Escudo de armas del infante Enrique de Castilla el Senador, hijo de Fernando III de Castilla, que fue tutor del rey Fernando IV durante su minoría de edad.

En 1301, mientras la reina se encontraba en Vitoria con el infante Enrique respondiendo a las quejas presentadas por el reino de Navarra en relación con los ataques castellanos a sus tierras, el infante Juan y Juan Núñez II de Lara indispusieron al rey con su madre y procuraron su diversión en tierras de León por medio de la caza, a la que el rey se mostraba aficionado desde su infancia. Estando la reina en Vitoria, los nobles aragoneses sublevados contra su rey le ofrecieron su apoyo para conseguir que Jaime II de Aragón devolviera a Castilla las plazas de las que se había apoderado en el reino de Murcia. Ese mismo año el infante Enrique, aliado con Diego López V de Haro, reclamó al rey Fernando IV, en compensación por abandonar el cargo de tutor del rey, y habiendo chantajeado previamente a la reina con declarar la guerra a su hijo si no accedían a sus deseos, la posesión de las localidades de Atienza y de San Esteban de Gormaz, que le fueron concedidas por el rey.
El día 23 de enero de 1302 Fernando IV contrajo matrimonio en Valladolid con Constanza de Portugal, hija del rey Dionisio I de Portugal. En las Cortes de Medina del Campo de 1302, celebradas en el mes de mayo de ese año, los infantes Enrique y Juan y Juan Núñez II de Lara intentaron indisponer al rey con su madre, acusándola de haber regalado las joyas que le diera Sancho IV, y posteriormente, cuando se demostró la falsedad de dicha acusación, la acusaron de haberse apropiado de los subsidios concedidos a la Corona en las Cortes de años anteriores, acusación que se demostró era falsa cuando Don Nuño, abad de Santander y canciller de la reina revisó e hizo público el estado de cuentas de la reina, quien no solo no se había apropiado de los fondos de la Corona, sino que había contribuido con sus propias rentas al sostén de la monarquía. Mientras se celebraban las Cortes de Medina del Campo de 1302, a las que acudió una representación del reino de Castilla, falleció el rey Muhammad II de Granada y fue sucedido en el trono por su hijo, Muhammad III de Granada, quien atacó la Corona de Castilla y León y conquistó la localidad de Bedmar.
En julio de 1302, durante las Cortes de Burgos de 1302, a las que el monarca acudió junto con su madre, con quien había restablecido las buenas relaciones, y con el infante Enrique de Castilla el Senador. Fernando IV, a pesar de hallarse bajo la influencia de su privado Samuel de Belorado, de origen judío, quien intentaba apartar al rey de su madre, había decidido prescindir de la presencia del infante Juan y de Juan Núñez II de Lara en las Cortes de Burgos. Terminadas las Cortes, el rey se dirigió a la ciudad de Palencia, donde se celebró el matrimonio de Alfonso de Valencia, hijo del infante Juan de Castilla, con Teresa Núñez de Lara y Haro, hija de Juan Núñez I de Lara, y hermana de Juan Núñez II de Lara.
En esos momentos se acentuaba la rivalidad existenete entre el infante Enrique de Castilla el Senador, María de Molina y Diego López V de Haro de un lado, y el infante Juan y Juan Núñez II de Lara del otro. El infante Enrique amenazó a la reina con declarar la guerra a Fernando IV y a ella misma si no se accedía a sus demandas, al tiempo que los magnates procuraban eliminar la influencia que María de Molina ejercía en su hijo, a quien el pueblo comenzó a dejar de estimar, debido a la influencia que los ricoshombres ejercían sobre él. En los meses finales de 1302, la reina, que se hallaba en Valladolid, se vio obligada a aplacar a los ricoshombres y a los miembros de la nobleza, que planeaban levantarse en armas contra Fernando IV, quien pasó las navidades de 1302 en tierras del reino de León, acompañado por el infante Juan y por Juan Núñez II de Lara.
A comienzos de 1303 había una entrevista prevista entre el rey Dionisio I de Portugal y Fernando IV, confiando este último en que su primo el rey de Portugal le devolvería algunos territorios. Por su parte, el infante Enrique de Castilla el Senador, Diego López V de Haro y la reina María de Molina se excusaron de asistir a dicha entrevista. El propósito de la reina al negarse a asistir era vigilar al infante Enrique y al señor de Vizcaya, cuyas relaciones con Fernando IV eran tensas debido a la amistad que el monarca dispensaba al infante Juan y a Juan Núñez II de Lara. En mayo de 1303 se celebró la entrevista entre Dionisio I de Portugal y Fernando IV en la ciudad de Badajoz. El infante Juan y Juan Núñez de Lara el Menor predispusieron a Fernando IV en contra del infante Enrique y del señor de Vizcaya, al tiempo que las concesiones ofrecidas por el soberano portugués, quien se ofreció a ayudarle si fuera preciso contra el infante Enrique de Castilla el Senador, decepcionaron a Fernando IV.
El día 8 de agosto de 1303 falleció el infante Enrique de Castilla, único hijo vivo en esos momentos de Fernando III de Castilla. Al saber que había fallecido el infante Enrique, Fernando IV se mostró complacido y concedió la mayoría de sus tierras a Juan Núñez II de Lara, señor de la Casa de Lara, a quien también concedió el cargo de adelantado mayor de la frontera de Andalucía, y a los hombres que se hallaban con él, al tiempo que devolvía Écija a María de Molina, por haber sido suya antes de que ella se la entregara al infante Enrique. En noviembre de 1303 el rey se encontraba en Valladolid junto a la reina, y solicitó su consejo, pues deseaba poner fin al pleito que sostenían el infante Juan de Castilla y Diego López V de Haro] por la posesión del señorío de Vizcaya, que en esos momentos era propiedad de Diego López V de Haro. La reina le manifestó que le ayudaría a resolver dicho pleito, al tiempo que el rey le hacía importantes donaciones, pues las buenas relaciones entre el rey y su madre se habían restablecido totalmente.

#### Reclamación del señorío de Vizcaya (1304-1307)
En enero de 1304, hallándose el rey en Carrión de los Condes, el infante Juan reclamó de nuevo, en nombre de su esposa, y apoyado por Juan Núñez II de Lara, el señorío de Vizcaya, aunque el monarca en un primer momento resolvió que la esposa del infante se conformase con recibir Paredes de Nava y Villalón de Campos como compensación, a lo que el infante Juan se negó, argumentando que su esposa no lo aceptaría por estar en desacuerdo con los anteriores pactos establecidos por su esposo en relación con el señorío. En vista de la situación, el rey propuso que Diego López V de Haro entregase a María II Díaz de Haro, a cambio del señorío de Vizcaya, Tordehumos, Íscar, Santa Olalla, además de sus posesiones en Cuéllar, Córdoba, Murcia, Valdetorio, y el señorío de Valdecorneja. Por su parte, Diego López V de Haro conservaría el señorío de Vizcaya, Orduña, Valmaseda, las Encartaciones, y Durango. El infante Juan aceptó la oferta del rey, por lo que este último hizo llamar a Diego López V de Haro a Carrión de los Condes.

No obstante, el señor de Vizcaya no aceptó la proposición del soberano y le amenazó con la rebelión antes de partir. El rey hizo entonces que su madre se reconciliase con Juan Núñez II de Lara, al tiempo que se iniciaban las maniobras previas a la Sentencia Arbitral de Torrellas, rubricada en 1304, en las que no tomó parte Diego López V de Haro, por hallarse enemistado con Fernando IV, quien prometió al infante Juan de Castilla entregarle el señorío de Vizcaya, y a Juan Núñez II de Lara la Bureba y las posesiones de Diego López V de Haro en la Rioja, si ambos resolvían las gestiones diplomáticas con Aragón a satisfacción del monarca. En abril de 1304, el infante Juan comenzó las negociaciones con el reino de Aragón, comprometiéndose Fernando IV a aceptar las decisiones que establecieran los árbitros de los reinos de Portugal y Aragón, que se reunirían en los meses siguientes, respecto a las demandas de Alfonso de la Cerda y respecto a sus disputas con el reino de Aragón. Al mismo tiempo, el rey confiscó las tierras de Diego López V de Haro y de Juan Alfonso de Haro, señor de los Cameros, y las repartió entre los ricoshombres. A pesar de ello, ambos magnates no se sublevaron contra el rey.

Escudo de armas de la Casa de Haro.

El día 8 de agosto de 1304, en la villa zaragozana de Torrellas, el rey Dionisio I de Portugal, el Arzobispo de Zaragoza, Jimeno de Luna, en representación del Reino de Aragón, y el infante Juan, representando a Castilla y León, hicieron públicas las cláusulas de la Sentencia Arbitral de Torrellas. El propósito de la negociación era poner fin a las disputas existentes entre el reino de Castilla y el reino de Aragón con respecto a la posesión del reino de Murcia, y poner término a las reclamaciones de Alfonso de la Cerda.
En 1305 Diego López V de Haro fue llamado a comparecer en las Cortes de Medina del Campo de 1305 que se celebraron ese año, aunque no acudió sino después de ser llamado varias veces, para responder a las demandas de María Díaz de Haro, que reclamaba, valiéndose de la influencia de su esposo, el infante Juan, la posesión del señorío de Vizcaya.
Ante la ausencia del señor de Vizcaya, el infante Juan interpuso una demanda contra él ante Fernando IV, comprometiéndose a probar que el señorío de Vizcaya fue ocupado ilegalmente por Sancho IV de Castilla, razón por la cual era ahora de Diego López V de Haro, tío carnal de María II Díaz de Haro. Sin embargo, mientras el infante Juan presentaba las pruebas a los representantes del rey, compareció Diego López V de Haro, acompañado por trescientos caballeros. El señor de Vizcaya se negó a renunciar a su señorío, argumentando que el infante y su esposa habían renunciado al mismo, mediante un juramento solemne, prestado en el año 1300.
Al no conseguir alcanzar un acuerdo, debido a los argumentos presentados por ambas partes, Diego López V de Haro retornó a su señorío, a pesar de que aún no habían finalizado las Cortes de Medina del Campo de 1305, que terminaron a mediados de junio de 1305. A mediados de 1305, hallándose la corte en la ciudad de Burgos, y mientras Diego López V de Haro se proponía apelar al papa, debido al solemne juramento de renuncia al señorío efectuado por el infante Juan y su esposa en 1300, el rey ofreció a María II Díaz de Haro la posesión de varias ciudades del señorío de Vizcaya, entre ellas San Sebastián, Salvatierra, Fuenterrabía y Guipúzcoa, a lo que no accedió ella, por hallarse aconsejada por Juan Núñez II de Lara, quien se hallaba enemistado con su esposo, a pesar de las presiones del infante. Poco después, el infante Juan y Diego López V de Haro firmaron una tregua, válida por dos años, durante los que el rey confiaba en que Diego López de Haro rompería su alianza con Juan Núñez II de Lara. Posteriormente, durante las navidades de 1305, Fernando IV se entrevistó con Diego López V de Haro en Valladolid, quien acudió acompañado por Juan Núñez II de Lara, a quien el rey, pues se hallaba enemistado con él, hizo abandonar la ciudad, pues deseaba que el señor de Vizcaya rompiese su alianza con él, aunque no lo consiguió, ya que Diego López V de Haro estaba convencido de que el infante Juan no cejaría en sus reclamaciones.
A comienzos de 1306, Lope Díaz de Haro, hijo y heredero de Diego López V de Haro, se hallaba enemistado con Juan Núñez II de Lara e intentaba persuadir a su padre de que aceptase la solución propuesta por el rey. Ese mismo año, el rey dio el cargo de mayordomo mayor del rey a Lope Díaz de Haro, entrevistándose su padre poco después con el rey, y acudiendo a la entrevista acompañado por Juan Núñez de Lara el Menor, a pesar del enojo que con ello ocasionó al monarca. Durante la entrevista, Diego López V de Haro intentó reconciliar a Juan Núñez de Lara con el soberano, al tiempo que este último intentaba que su interlocutor rompiese sus relaciones con quien él defendía. Persuadido por Juan Núñez II de Lara, el señor de Vizcaya partió sin despedirse del rey, al tiempo que llegaban embajadores procedentes del reino de Francia, solicitando una alianza entre ambos países, y pidiendo además la mano de la infanta Isabel de Castilla, hermana de Fernando IV.
En abril de 1306, el infante Juan, a pesar de la oposición de la reina María de Molina, indujo al rey a que declarase la guerra a Juan Núñez II de Lara, sabiendo que Diego López V de Haro le defendería, y aconsejó al soberano que sitiase Aranda de Duero, donde se hallaba Juan Núñez II de Lara, quien, en vista de la situación, rompió su vínculo vasallático con el rey. Después de una batalla campal, Juan Núñez II de Lara consiguió escapar del cerco al que se pretendía someter Aranda de Duero, y se reunió con Diego López V de Haro y con el hijo de este último, y acordaron hacer la guerra al rey Fernando IV por separado, y cada uno en su territorio. Las huestes del rey exigieron concesiones al monarca, quien hubo de concedérselas a pesar de que no se mostraban diligentes en hacer la guerra, por lo que el soberano ordenó al infante Juan que entablase negociaciones con Diego López V de Haro y sus partidarios, a lo que el infante Juan accedió, pues sus vasallos tampoco se mostraban partidarios de la guerra.

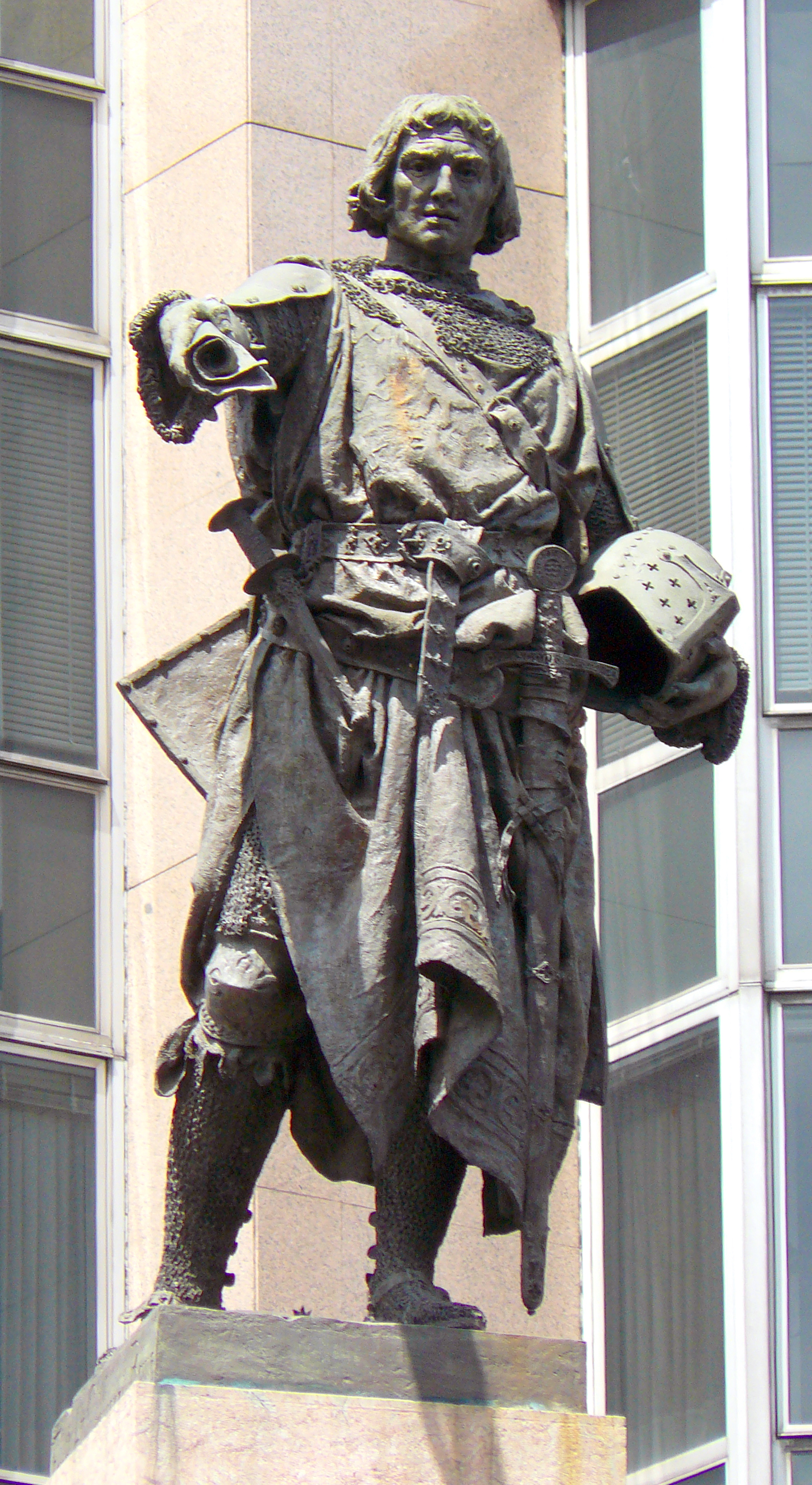
Estatua de Diego López V de Haro, señor de Vizcaya. Mariano Benlliure. (Bilbao).

Las negociaciones no llegaron a iniciarse y la guerra continuó, a pesar de que el infante Juan aconsejaba al soberano que firmase la paz si ello era viable. El soberano solicitó la intervención de su madre, quien, después de las negociaciones mantenidas con los rebeldes a través de Alonso Pérez de Guzmán, logró en una reunión mantenida con ellos en Pancorbo, que los tres magnates sublevados concediesen castillos como rehenes al rey, al que deberían rendir pleitesía, conservando sus propiedades, al tiempo que el rey se comprometía a abonarles sus soldadas. El acuerdo no satisfizo al infante Juan, quien volvió a reclamar al rey la posesión del señorío de Vizcaya en nombre de su esposa, al tiempo que Fernando IV, con el propósito de complacer al infante, arrebataba la merindad de Galicia a su hermano el infante Felipe de Castilla, y se la concedía a Diego García de Toledo, privado del infante Juan.
Fernando IV, deseoso de complacer a su tío el infante Juan, envió a Alonso Pérez de Guzmán y a Juan Núñez II de Lara a parlamentar con Diego López V de Haro, quien se negó a ceder el señorío de Vizcaya al infante y a su esposa, María II Díaz de Haro. Cuando el infante Juan tuvo conocimiento de ello, convocó a don Juan Manuel y a sus vasallos para que le apoyasen en sus pretensiones, al tiempo que el rey y la reina María de Molina parlamentaban con Juan Núñez II de Lara para que persuadiese al señor de Vizcaya de que devolviese el señorío. Y a finales de agosto de 1306 el infante Juan fue nombrado adelantado mayor de la frontera de Andalucía en sustitución de Juan Núñez II de Lara, aunque hay constancia de que entre abril de 1307 y abril de 1312 la lugartenencia del adelantamiento de la frontera estuvo en manos de Alfonso Fernández de Córdoba.
En septiembre de 1306 se entrevistó el rey con Diego López V de Haro en Burgos. El soberano le propuso que en tanto que viviese podría conservar la propiedad sobre el señorío de Vizcaya, pero que, a su muerte, el señorío debería ser entregado a María II Díaz de Haro, a excepción de los municipios de Orduña y Valmaseda, que serían entregados a Lope Díaz de Haro, su hijo. Sin embargo, la propuesta no fue aceptada por Diego López V de Haro, a quien, en vista de su obstinación, el rey volvió a intentar enemistar con Juan Núñez II de Lara. Poco después, el señor de Vizcaya volvió a apelar al papa.
A principios de 1307, mientras el rey, la reina María de Molina, y el infante Juan se dirigían a Valladolid, tuvieron conocimiento de que el papa Clemente V reconocía la validez del juramento prestado por el infante Juan y por su esposa en 1300 de renunciar al señorío de Vizcaya, por lo que el infante debería atenerse a él, o bien responder al pleito interpuesto contra él por el señor de Vizcaya. En febrero de 1307 se intentó resolver el pleito sobre el señorío de Vizcaya, acordando que Diego López V de Haro conservase la propiedad del señorío de Vizcaya en tanto durase su vida, pero que a su muerte, el señorío pasase a ser de María Díaz de Haro, a excepción de Orduña y Valmaseda, que serían entregadas a Lope Díaz de Haro, su hijo, quien también recibiría Miranda y Villalba de Losa de manos del rey. Sin embargo, el acuerdo no fue aceptado por el señor de Vizcaya. Poco después fueron convocadas Cortes en la ciudad de Valladolid.
En las Cortes de Valladolid de 1307, viendo María de Molina que los ricoshombres, encabezados por el infante Juan, protestaban contra las medidas adoptadas por los privados del rey, intentó, para complacer al infante, poner fin al pleito existente sobre el señorío de Vizcaya. Para ello, la reina contó con la colaboración de su hermanastra Juana Alfonso de Molina, quien persuadió a su hija María Díaz de Haro para que aceptase el acuerdo propuesto por el rey en febrero de ese mismo año. Diego López V de Haro y su hijo Lope Díaz de Haro se avinieron a firmar el acuerdo, por el que se establecía que Diego López V de Haro conservaría la propiedad del señorío de Vizcaya en tanto durase su vida, pero que a su muerte, el señorío pasaría a ser de María Díaz de Haro, a excepción de Orduña y Valmaseda, que serían entregadas a Lope Díaz de Haro, su hijo, quien también recibiría Miranda y Villalba de Losa de manos de Fernando IV.
Ante el acuerdo alcanzado respecto a la posesión del señorío de Vizcaya, Juan Núñez II de Lara, señor de Lara, se sintió menospreciado por el rey y por su madre, por lo que se retiró de las Cortes, antes de que éstas hubiesen finalizado. Por ello, el rey concedió el cargo de mayordomo mayor del rey a Diego López V de Haro, lo que provocó que el infante Juan abandonase la corte, advirtiendo al rey que no contaría con su ayuda hasta que los alcaides de los castillos de Diego López V de Haro rindiesen homenaje a su esposa, María Díaz de Haro. Sin embargo, poco después se reunieron en Lerma, donde se hallaba María II Díaz de Haro, el infante Juan, Juan Núñez II de Lara, Diego López V de Haro, y Lope Díaz de Haro, hijo de este último, acordándose que prestasen homenaje en Vizcaya como futura señora a María Díaz de Haro, al tiempo que se hacía lo mismo en los castillos que recibiría Lope Díaz de Haro.

#### Conflictos en Castilla y Vistas de Grijota (1307-1308)
En 1307, por consejo del infante Juan y de Diego López V de Haro, ambos reconciliados ya, el rey ordenó a Juan Núñez II de Lara que abandonase la Corona de Castilla y de León y que le devolviese los castillos de Moya y Cañete, situados en la provincia de Cuenca, y que el rey le había concedido en el pasado. El rey fue a Palencia, donde se hallaba su madre, quien le aconsejó que, puesto que había expulsado a Juan Núñez II de Lara del reino, si deseaba conservar el respeto de los ricoshombres y la nobleza, debería mostrarse inflexible. El rey se dirigió entonces a Tordehumos, donde se hallaba el magnate rebelde, y puso cerco a la villa a finales de octubre de 1307, hallándose acompañado por numerosos ricoshombres con sus tropas, y también por las del Maestre de Santiago. Poco después se unieron a ellos el infante Juan, repuesto de una enfermedad, y su hijo, Alfonso de Valencia, con sus mesnadas.

Escudo de armas de la Casa de Lara.

Estando el rey en el sitio de Tordehumos, recibió la orden del papa Clemente V de apoderarse de los castillos y posesiones de la Orden del Temple, y de que los conservase en su poder hasta que el pontífice dispusiese lo que habría de hacerse con ellos. Al mismo tiempo, el infante Juan presentó al rey una propuesta de paz, procedente de los sitiados en Tordehumos, que Fernando IV no aceptó. Durante el asedio el rey, viéndose en dificultades para pagar a sus tropas, envió a su esposa y a su hija recién nacida, la infanta Leonor de Castilla, a que solicitasen un empréstito en su nombre a su suegro, el rey de Portugal. Al mismo tiempo, el infante Juan, resentido, aconsejó al monarca que abandonase el cerco y que él lo terminaría, o bien que tomaría Íscar, o bien que acudiría a la entrevista que Fernando IV debía mantener en Tarazona con el rey de Aragón en su lugar. Sin embargo, el rey, receloso de su tío el infante Juan, desoyó sus propuestas y procuró contentarle por otros medios.
A causa de las deserciones de algunos ricoshombres, entre ellos Alfonso de Valencia, hijo del infante Juan, Rodrigo Álvarez de las Asturias IV y García Fernández de Villamayor, y también a causa de la enfermedad de la reina madre, que no podía aconsejarle, el rey decidió pactar con Juan Núñez II de Lara la rendición de este último. Después que rindió la villa de Tordehumos, a comienzos de 1308, Juan Núñez II de Lara se comprometió a entregar todas sus tierras al rey, excepto las que tenía en la Bureba y la Rioja, por tenerlas Diego López V de Haro, al tiempo que rendía pleitesía al rey, quien firmó este acuerdo a espaldas de la reina madre, enferma de gravedad en esos momentos.
Terminado el cerco de Tordehumos, numerosos magnates y caballeros intentaron enemistar al rey con Juan Núñez II de Lara y con su tío el infante Juan, diciéndoles a cada uno de ellos por separado que el rey deseaba la muerte de ambos, por lo que los dos se aliaron, temiendo que el rey desease sus muertes, aunque sin contar con el apoyo de Diego López V de Haro, señor de Vizcaya. Sin embargo, fueron persuadidos por María de Molina de que el rey no les deseaba ningún mal, algo que después les fue confirmado por el propio rey. Sin embargo, el infante Juan y sus acompañantes solicitaron presentar sus peticiones a la reina y no a él, a lo que el soberano accedió. Las reclamaciones, presentadas por los demandantes en las Vistas de Grijota, pasaban porque el soberano concediese la merindad de Galicia a Rodrigo Álvarez de las Asturias IV y la merindad de Castilla a Fernán Ruiz de Saldaña, al tiempo que debía expulsar de la corte a sus privados, Sancho Sánchez de Velasco, Diego García, y Fernán Gómez de Toledo. Las demandas presentadas por los magnates fueron aceptadas por el monarca.
En 1308, Rodrigo Yáñez, Maestre de la Orden del Temple en la Corona de Castilla y de León, se dispuso a entregar a María de Molina las fortalezas de la Orden en el reino, mas la reina no aceptó tomarlas sin el consentimiento de su hijo el rey, que este último concedió. Sin embargo, el maestre no entregó los castillos a la reina madre, sino que ofreció al infante Felipe de Castilla, hermano de Fernando IV, entregárselos a él, a condición de que el infante suplicase al rey, en su nombre, que el monarca atendiese las demandas de los templarios a los prelados de su reino.
En las Cortes de Burgos de 1308 estuvieron presentes, además del rey, la reina María de Molina, el infante Juan de Castilla, el infante Pedro de Castilla, don Juan Manuel y la mayoría de los ricoshombres y magnates. Fernando IV intentó poner orden en los asuntos de sus reinos, así como alcanzar un equilibrio presupuestario y reorganizar la administración de la Corte, al tiempo que intentaba recortar las atribuciones del infante Juan, aspecto este último no conseguido por el monarca.
El infante Juan entabló un pleito con el infante Felipe de Castilla en 1308 por la posesión del castillo de Ponferrada, del que este último se había apropiado, así como de los de Alcañices, San Pedro de Latarce y Haro, y que hubo de entregar al rey, al tiempo que el Maestre del Temple se comprometía a entregar al rey los castillos que aún tenía en su poder.

#### El sitio de Algeciras (1309)

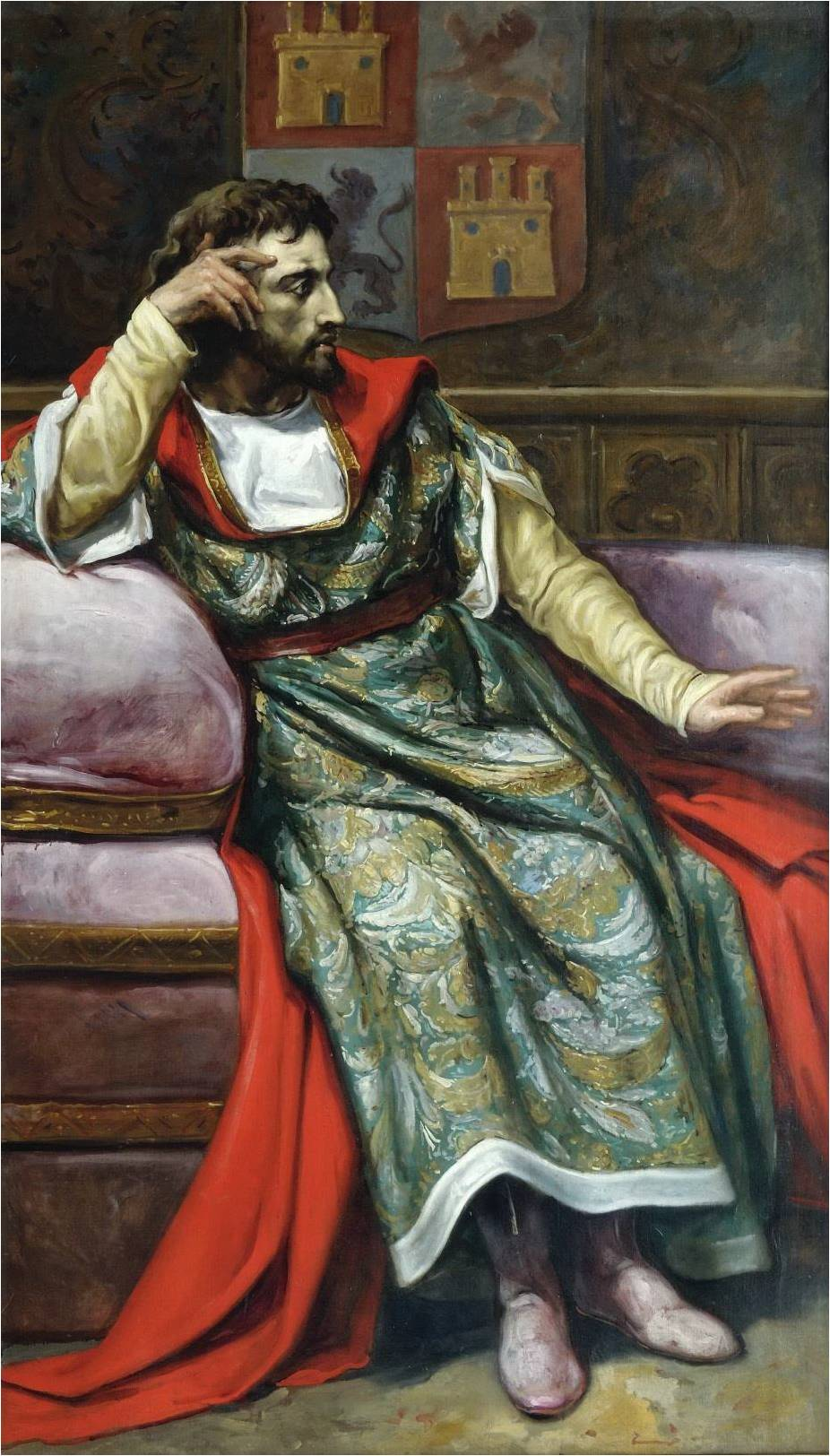
Fernando IV de Castilla. José María Rodríguez de Losada. (Ayuntamiento de León).

El 19 de diciembre de 1308, en Alcalá de Henares, Fernando IV de Castilla y los embajadores aragoneses Bernaldo de Sarriá y Gonzalo García rubricaron el tratado de Alcalá de Henares. Las cláusulas del tratado desagradaron al infante Juan de Castilla el de Tarifa y a don Juan Manuel, que protestaron contra su ratificación, aunque dicha protesta no tuvo consecuencias.
En las Cortes de Madrid de 1309, las primeras celebradas en la actual capital de España, el rey manifestó su deseo de ir a la guerra contra el reino de Granada, al tiempo que demandaba subsidios para poder hacer la guerra. En dichas Cortes estuvieron presentes el rey Fernando IV y su esposa, la reina María de Molina, los infantes Pedro, Felipe y Juan, don Juan Manuel, Juan Núñez II de Lara, Diego López V de Haro, Alfonso Téllez de Molina, hermano de la reina María de Molina, el arzobispo de Toledo, los Maestres de las Órdenes Militares de Santiago y Calatrava, los representantes de las ciudades y concejos, y otros nobles y prelados. Las Cortes aprobaron la concesión de cinco servicios, destinados a pagar las soldadas de los ricoshombres e hidalgos.
Numerosos magnates del reino, encabezados por el infante Juan de Castila y por don Juan Manuel, se opusieron al proyecto de tomar la ciudad de Algeciras, pues preferían realizar una campaña de saqueo y devastación en la Vega de Granada. Además, el infante Juan se hallaba resentido con el rey debido a la negativa de este último a entregarle el municipio de Ponferrada, y don Juan Manuel, a pesar de que deseaba hacer la guerra al reino de Granada desde sus tierras murcianas, fue obligado por Fernando IV a participar junto a sus mesnadas en el cerco de Algeciras. Terminadas las Cortes de Madrid de 1309, Fernando IV se dirigió a Toledo, donde aguardó a que se le uniesen sus tropas, al tiempo que dejaba a su madre, la reina María de Molina, a cargo del gobierno del reino, confiándole la custodia de los sellos.
En la campaña intervinieron el infante Juan de Castilla, don Juan Manuel, Diego López V de Haro, señor de Vizcaya, Juan Núñez II de Lara, señor de la Casa de Lara, Alonso Pérez de Guzmán, Fernán Ruiz de Saldaña, y otros magnates y ricoshombres castellanos. También tomaron parte en la empresa las milicias concejiles de Salamanca, Segovia, Sevilla, y de otras ciudades. Por su parte, el rey Dionisio I de Portugal, suegro de Fernando IV de Castilla, envió un contingente de 700 caballeros a las órdenes de Martín Gil de Sousa, Alférez del rey de Portugal, y Jaime II de Aragón aportó a la expedición contra Algeciras diez galeras. El papa Clemente V, mediante la bula "Prioribus, decanis", emitida el día 29 de abril de 1309 en la ciudad de Aviñón, concedió a Fernando IV de Castilla la décima parte de todas las rentas eclesiásticas de sus reinos durante tres años, a fin de contribuir al sostenimiento de la guerra contra el reino de Granada.
Desde la ciudad de Toledo, Fernando IV se dirigió a Córdoba, donde los emisarios del rey de Aragón le anunciaron que Jaime II de Aragón estaba dispuesto para comenzar el sitio de Almería. En la ciudad de Córdoba el rey Fernando IV discutió de nuevo el plan de campaña, pues su hermano el infante Pedro, su tío el infante Juan de Castilla, don Juan Manuel y Diego López V de Haro, entre otros, se oponían al proyecto de cercar la ciudad de Algeciras, ya que todos ellos preferían saquear y devastar la Vega de Granada mediante una serie de ataques sucesivos que desmoralizarían a los musulmanes granadinos. No obstante, la voluntad de Fernando IV prevaleció y las tropas castellano-leonesas se prepararon para sitiar Algeciras. Los últimos preparativos de la campaña fueron realizados en la ciudad de Sevilla, a la que Fernando IV llegó a principios de julio de 1309. Los víveres y suministros acumulados en la ciudad de Sevilla por el ejército castellano-leonés fueron trasladados por el río Guadalquivir, y posteriormente por mar hasta Algeciras.
El día 27 de julio de 1309 una parte del ejército castellano-leonés se encontraba ante los muros de la ciudad de Algeciras, y tres días después, el día 30 de julio, llegaron el rey Fernando IV de Castilla y su tío el infante Juan de Castilla, acompañados por numerosos ricoshombres. Por su parte, el rey Jaime II de Aragón comenzó a sitiar la ciudad de Almería el día 15 de agosto, y el asedio se prolongó hasta el día 26 de enero de 1310. Mientras la ciudad de Algeciras permanecía sitiada por las tropas cristianas, la ciudad de Gibraltar capituló ante las tropas de Fernando IV de Castilla el día 12 de septiembre de 1309. Pocos días después de poner cerco a la ciudad de Algeciras, el rey envió a Juan Núñez II de Lara, a Alonso Pérez de Guzmán, al arzobispo de Sevilla, al concejo de la ciudad de Sevilla y al Maestre de la Orden de Calatrava a que sitiasen Gibraltar, que capituló ante las tropas de Fernando IV de Castilla el día 12 de septiembre de 1309, después de un breve y duro asedio.

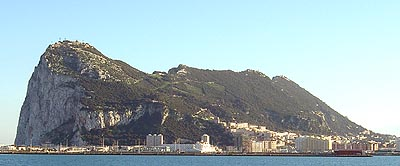
Vista del Peñón de Gibraltar, cuya ciudad fue conquistada por Fernando IV el día 12 de septiembre de 1309.

A mediados de octubre de 1309, el infante Juan de Castilla, su hijo Alfonso de Valencia, don Juan Manuel y Fernán Ruiz de Saldaña, desertaron y abandonaron el campamento cristiano emplazado ante Algeciras, siendo acompañados en su huida por otros quinientos caballeros. Tal acción, motivada porque Fernando IV les debía ciertas cantidades de dinero correspondientes a sus soldadas, provocó la indignación de las Cortes europeas y la protesta de Jaime II de Aragón, quien intentó persuadir a los desertores, aunque infructuosamente, para que regresasen al sitio de Algeciras. Sin embargo, el rey Fernando IV, que contaba con el apoyo de su hermano el infante Pedro, de Juan Núñez II de Lara y de Diego López V de Haro, persistió en su intento de apoderarse de Algeciras.
La escasez y la pobreza de medios en el campamento cristiano llegaron a ser tan alarmantes que el rey Fernando IV se vio obligado a empeñar las joyas y coronas de su esposa, la reina Constanza, a fin de poder pagar las soldadas de los caballeros y de las tripulaciones de las galeras. Poco después llegaron al campamento cristiano las tropas del infante Felipe de Castilla , hermano de Fernando IV, y las del arzobispo de Santiago de Compostela, quien llegó acompañado de 400 caballeros y buen número de peones. A finales de 1309, Diego López V de Haro, señor de Vizcaya, enfermó de gravedad como consecuencia de un ataque de gota, lo que vino a sumarse a la defunción de Alonso Pérez de Guzmán, señor de Sanlúcar de Barrameda, al temporal de lluvias que inundaron el campamento cristiano, y a la deserción del infante Juan y de don Juan Manuel. No obstante, a pesar de dichas adversidades, Fernando IV de Castilla persistió hasta el último momento en su objetivo de apoderarse de Algeciras, aunque al final abandonó su propósito.
En enero de 1310 el rey Fernando IV decidió negociar con los granadinos, quienes habían enviado como emisario al campamento cristiano al arráez de Andarax. Alcanzado un acuerdo, en el que se estipulaba que a cambio de levantar el asedio de Algeciras Fernando IV recibiría Quesada y Bedmar, además de 50.000 doblas de oro, el rey ordenó levantar el asedio a finales de enero de 1310. Tras la firma del acuerdo preliminar falleció Diego López V de Haro, y María II Díaz de Haro, esposa del infante Juan, tomó posesión del señorío de Vizcaya. A continuación, el infante Juan de Castilla devolvió al rey las villas de Paredes de Nava, Cabreros, Medina de Rioseco, Castronuño y Mansilla. A finales de enero de 1310, al mismo tiempo que Fernando IV ordenaba levantar el cerco de Algeciras, Jaime II de Aragón ordenó el levantamiento del asedio de Almería, sin haber conseguido apoderarse de la ciudad.
En conjunto, la campaña del año 1309] resultó más provechosa para las armas del reino de Castilla y León que para las de Aragón, ya que Fernando IV pudo incorporar Gibraltar a sus dominios. La traición y deserción de los dos familiares del rey, don Juan Manuel y el infante Juan de Castilla fue mal considerada por todas las Cortes europeas, que no ahorraron calificativos a la hora de definir a los dos magnates castellanos.

### El final del reinado de Fernando IV (1310-1312)

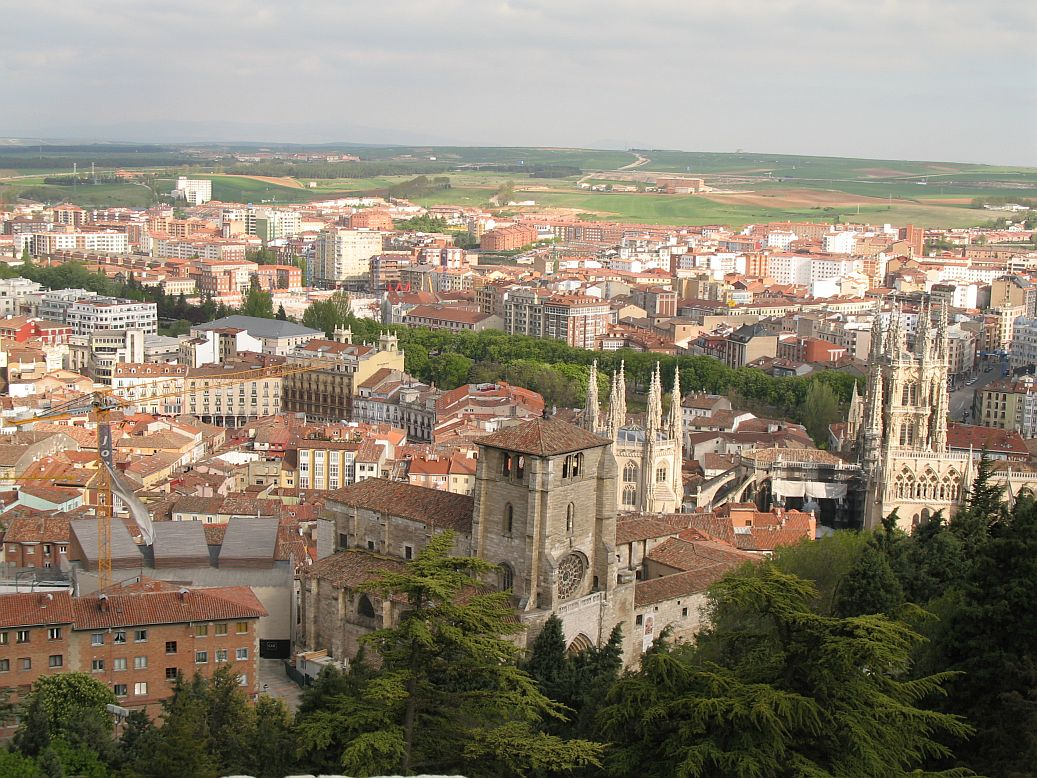
Vista de la ciudad de Burgos.

En enero de 1311 Fernando IV de Castilla planeó asesinar al infante Juan de Castilla en la ciudad de Burgos, para vengarse de ese modo por la deserción del infante del cerco de Algeciras y, al mismo tiempo, para someter a la nobleza, que volvía a rebelarse contra el poder de la Corona. Sin embargo, la reina María de Molina avisó al infante Juan de los propósitos de su hijo y el infante pudo ponerse a salvo. Fernando IV, acompañado por su hermano el infante Pedro, por Lope Díaz de Haro, y por las mesnadas del concejo de Burgos persiguió al infante Juan y a sus partidarios, que se refugiaron en la villa palentina de Saldaña.
El rey privó entonces al infante Juan del cargo de adelantado mayor de la frontera de Andalucía y se lo concedió a Juan Núñez II de Lara, al tiempo que ordenó la confiscación de las tierras y señoríos que le había entregado al infante Juan y a sus hijos, Alfonso de Valencia y Juan el Tuerto, e idéntica suerte corrió Sancho de Castilla el de la Paz, primo de Fernando IV y partidario del infante Juan. Al mismo tiempo, don Juan Manuel se reconcilió con el rey y le solicitó que le concediese el cargo de mayordomo mayor, por lo que el monarca, que deseaba atraerse a don Juan Manuel, creyendo que este último rompería su amistad con el infante Juan, despojó al infante Pedro del cargo de mayordomo mayor y se lo concedió, dando a cambio a su hermano las villas de Almazán y Berlanga, que le había prometido anteriormente.
A principios de febrero de 1311, y a pesar de que se había reconciliado con Fernando IV, don Juan Manuel abandonó la ciudad de Burgos y se dirigió a Peñafiel, encontrándose poco después con el infante Juan en Dueñas. Los partidarios y vasallos del infante Juan, temiendo al rey, se aprestaron a defenderle, entre ellos Sancho de Castilla el de la Paz y Juan Alfonso de Haro. En vista de la situación, Fernando IV, que no deseaba una rebelión abierta de los partidarios del infante Juan, además de querer dedicarse en exclusiva a la guerra contra el reino de Granada, envió a la reina María de Molina a conferenciar con el infante Juan, con sus hijos, y con sus partidarios en Villamuriel de Cerrato. Las conversaciones duraron quince días y la reina María de Molina estuvo acompañada por el arzobispo de Santiago de Compostela, y por los obispos de León, Lugo, Mondoñedo y Palencia. Las conversaciones concluyeron con la concordia entre el infante Juan, quien se mostraba preocupado por su seguridad personal, y el rey Fernando IV. Dicha concordia incomodó a la reina Constanza, esposa de Fernando IV, y a Juan Núñez II de Lara, quien continuaba enemistado con el infante Juan. Poco después, Fernando IV se entrevistó con el infante Juan de Castilla en el municipio de Grijota, y ambos ratificaron lo acordado entre el infante Juan y la reina María de Molina en Villamuriel de Cerrato.
El 20 de marzo de 1311, durante una asamblea de prelados en la ciudad de Palencia, Fernando IV confirmó y concedió nuevos privilegios a las iglesias y prelados de sus reinos, y respondió a sus demandas. En abril de 1311, hallándose en Palencia, Fernando IV enfermó de gravedad y hubo de ser trasladado a Valladolid, a pesar de la oposición de la reina Constanza, su esposa, que deseaba trasladarlo a Carrión de los Condes, a fin de poder controlar al monarca junto con su aliado, Juan Núñez II de Lara. Durante la enfermedad del rey surgieron discrepancias entre el infante Pedro, Juan Núñez II de Lara, el infante Juan, y don Juan Manuel. Mientras el rey se encontraba en Toro, la reina Constanza dio a luz en Salamanca el día 13 de agosto de 1311 un hijo varón, que llegaría a reinar en Castilla y León a la muerte de su padre como Alfonso XI de Castilla. En el otoño de 1311 surgió una conspiración que pretendía el destronamiento de Fernando IV de Castilla y colocar en el trono a su hermano, el infante Pedro de Castilla. La conjura se hallaba protagonizada por el infante Juan de Castilla "el de Tarifa", por Juan Núñez II de Lara y por Lope Díaz de Haro, hijo del difunto Diego López V de Haro. Sin embargo, el proyecto de destronamiento fracasó debido a la rotunda negativa de la reina María de Molina.
El infante Juan de Castilla y los principales magnates del reino amenazaron a Fernando IV con dejar de servirle, a mediados de 1311, si el monarca no satisfacía sus peticiones. El infante Juan y sus seguidores exigieron que reemplazase a sus consejeros y privados por el propio infante Juan, la reina María de Molina, el infante Pedro, don Juan Manuel, Juan Núñez II de Lara, y por los obispos de Astorga, Zamora, Orense y Palencia, quienes deberían ser los nuevos consejeros del rey. Don Juan Manuel permaneció leal a Fernando IV, debidó a que el día 15 de octubre el rey le había cedido todos los pechos y derechos reales de Valdemoro y de Rabrido, a excepción de la moneda forera de ambos lugares y de la martiniega de Rabrido, que había sido entregada a Alfonso de la Cerda. Con el deseo de alcanzar la paz y de que ningún obstáculo se interpusiese en el relanzamiento de la Reconquista, Fernando IV se avino a firmar la concordia de Palencia, rubricada el día 28 de octubre de 1311, con el infante Juan y el resto de los magnates, y cuyas cláusulas fueron ratificadas en las Cortes de Valladolid de 1312.

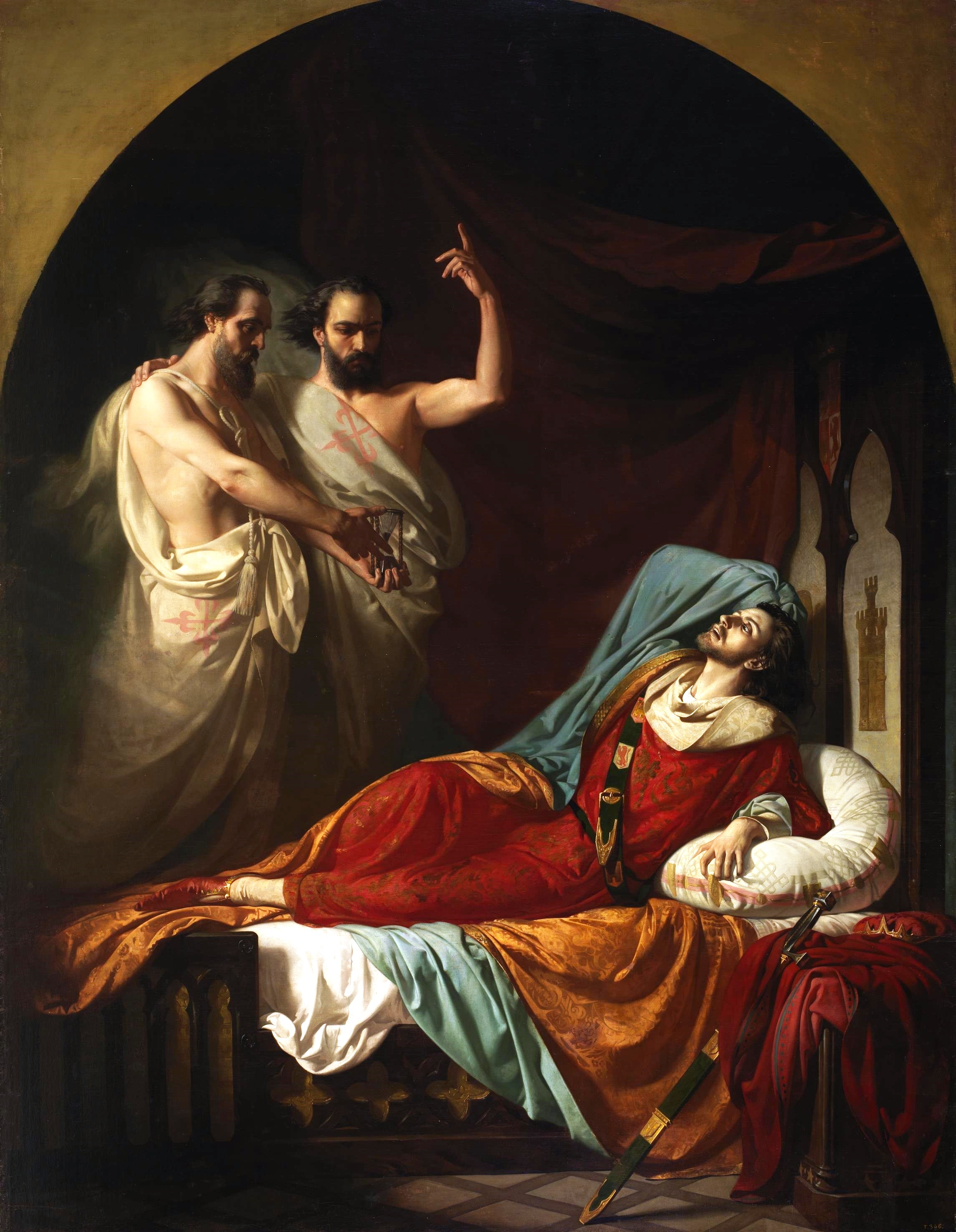
Últimos momentos de Fernando IV el Emplazado. Óleo sobre lienzo de José Casado del Alisal. 1860. (Palacio del Senado de España).

El rey se comprometió a respetar los usos, fueros y privilegios de los nobles, prelados, y los hombres buenos de las villas, y a no intentar despojar a los nobles de las rentas y tierras que tenían pertenecientes a la Corona. Fernando IV ratificó que la crianza de su hijo, el infante Alfonso, sería encomendada a su hermano, el infante Pedro, a quien cedió además la villa de Santander. El rey cedió al infante Juan el municipio de Ponferrada, a condición de que no estableciese ningún tipo de acuerdo con Juan Núñez II de Lara, aunque el infante incumplió su palabra antes de haber transcurrido ocho días.
En las Cortes de Valladolid de 1312, las últimas del reinado de Fernando IV, se recudaron fondos para mantener el ejército que se emplearía en la siguiente campaña contra el reino de Granada, se reorganizó la administración de justicia, la administración territorial y la administración local, mostrando con ello el deseo del rey de realizar profundas reformas en todos los ámbitos de la administración, al tiempo que intentaba reforzar la autoridad de la Corona en detrimento de la autoridad nobiliaria. Las Cortes aprobaron la concesión de cinco servicios y una moneda forera, destinados al pago de las soldadas de los vasallos del rey, a excepción de Juan Núñez II de Lara, señor de la Casa de Lara, que se había convertido en vasallo del rey Dionisio I de Portugal.
A mediados de 1312, el infante Pedro, se hallaba sitiando la localidad jienense de Alcaudete, en cuyo cerco se esperaba la llegada del infante Juan, que se había comprometido a acudir junto con sus tropas. Sin embargo, el infante Juan no acudió por temor de que Fernando IV le hiciese matar y, cuando se encontraba en el Campo de Calatrava, de camino hacia Alcaudete, dio media vuelta y regresó a Castilla.
El día 7 de septiembre de 1312 falleció en la ciudad de Jaén el rey Fernando IV de Castilla, a los veintiséis años de edad, y al morir dejaba como heredero del trono a su único hijo varón, el infante Alfonso, que reinaría como Alfonso XI de Castilla, y que a la muerte de su padre contaba con un año de edad. Al día siguiente de la muerte del rey acordaron darle sepultura en la ciudad de Córdoba. Después del entierro del rey Fernando IV, que fue sepultado en la Mezquita-Catedral de Córdoba, el infante Pedro partió hacia Jaén a fin de lograr un acuerdo de paz con Nasr, rey de Granada.

### Tutor de Alfonso XI de Castilla (1312-1319)

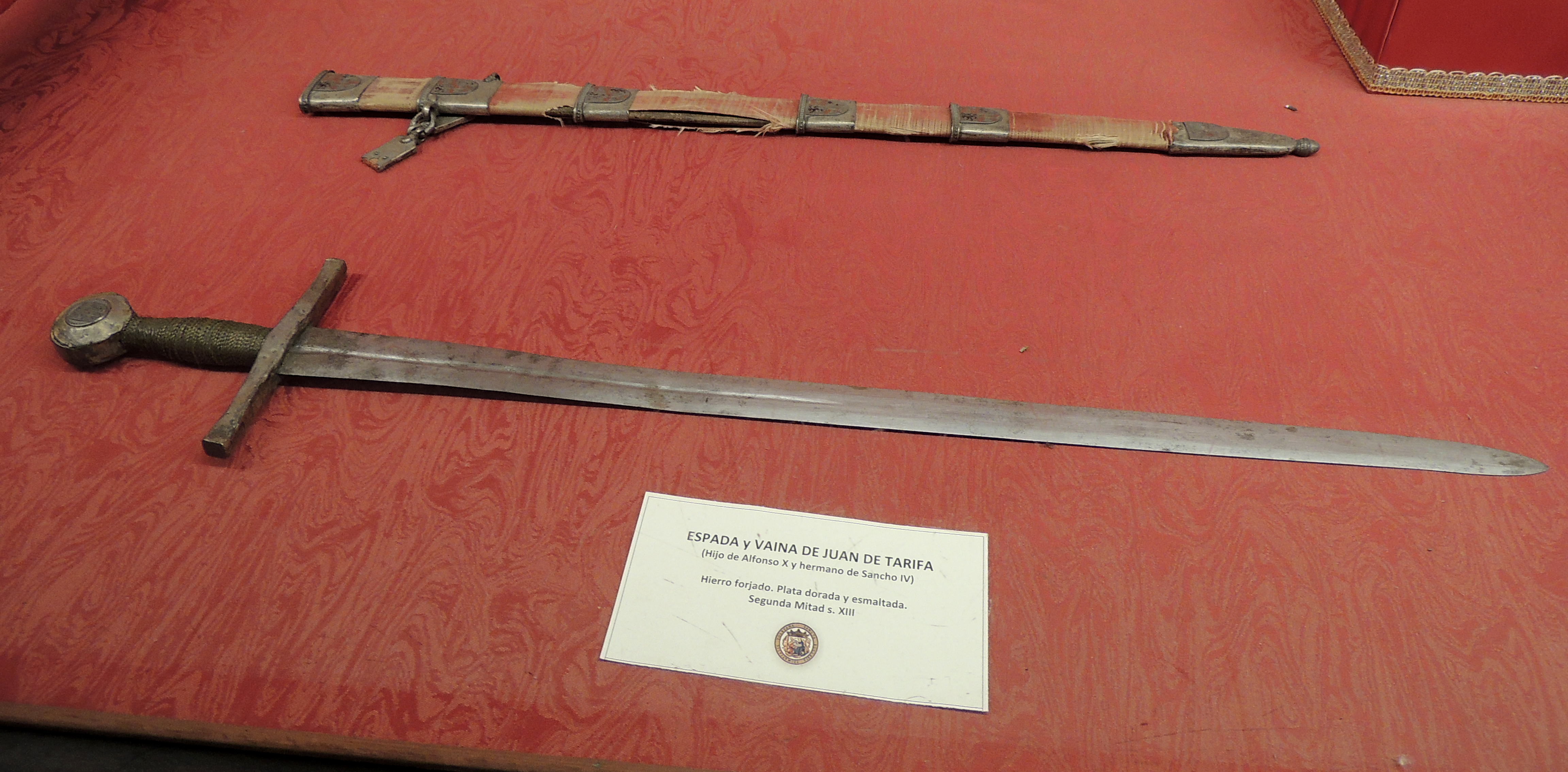
Espada y vaina del infante Juan de Castilla el de Tarifa en la catedral de Toledo.

Cuando el infante Juan y Juan Núñez II de Lara tuvieron conocimiento de la muerte del rey Fernando IV, solicitaron a la reina María de Molina, que se encontraba en Valladolid, que se hiciese cargo de la tutoría de su nieto Alfonso XI de Castilla, que contaba con un año de edad, pero que no se hiciese cargo de ella el infante Pedro de Castilla, hermano del difunto Fernando IV. No obstante, la reina se negó a hacerse cargo de la tutoría del niño rey y les solicitó que hablasen de ello con su hijo, el infante Pedro.
Juan Núñez II de Lara intentó entonces apoderarse del niño rey, que se encontraba en la ciudad de Ávila. Sin embargo, se lo impidieron las autoridades de la ciudad, prevenidas por la reina María de Molina. Poco después llegó a Ávila el infante Pedro y se negaron a dejarle entrar en la ciudad. Mientras tanto, el infante Juan y Juan Núñez II de Lara, que se encontraban en Burgos, convocaron a los ricoshombres, procuradores y concejos del reino para que se reuniesen en Sahagún, al tiempo que el infante Pedro obtenía la aprobación de la reina María de Molina para ser tutor de su sobrino Alfonso XI durante su minoría de edad. Cuando el infante Juan, que se encontraba en Sahagún con los procuradores del reino, supo de la cercanía del infante Pedro de Castilla, le ofendió ante diversos testigos, provocando con ello que el infante Pedro decidiese marchar contra ellos. El infante Juan y sus acompañantes enviaron entonces al infante Felipe de Castilla, hermano del infante Pedro de Castilla, a parlamentar con este último, quien reconvino a su hermano por formar parte del bando del infante Juan de Castilla. El infante Felipe de Castilla presentó a su madre, la reina María de Molina, las proposiciones del infante Juan, consistentes en que ella fuese tutora del rey Alfonso XI junto con el infante Pedro y el infante Juan, a lo que ella accedió.

#### Las Cortes de Palencia de 1313

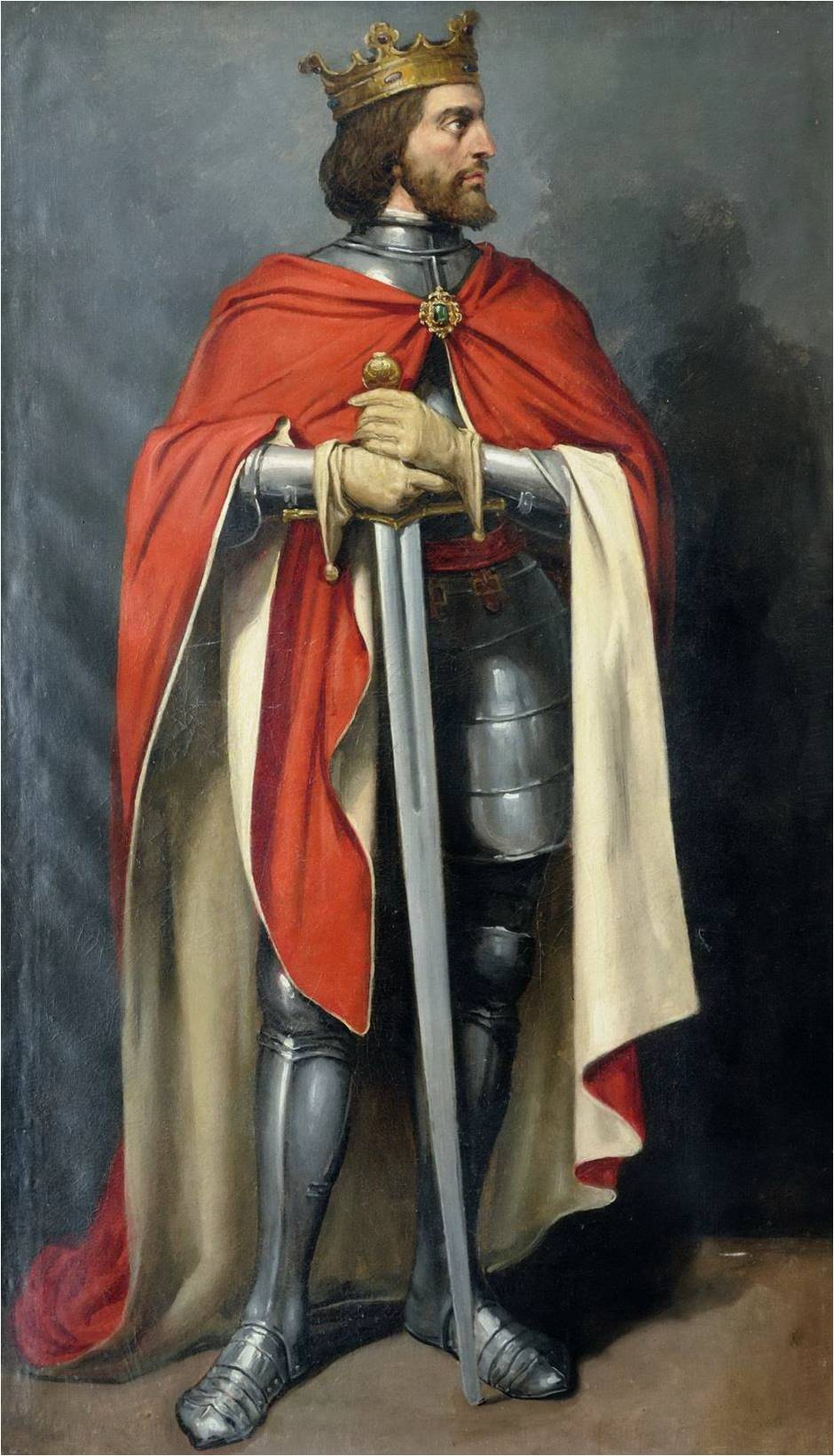
Retrato imaginario de Alfonso XI de Castilla. José María Rodríguez de Losada. (Ayuntamiento de León).

El infante Pedro de Castilla acudió a las Cortes de Palencia de 1313 acompañado de un ejército de doce mil hombres, después de haberlo reclutado en Asturias y Cantabria, y había acudido a las Cortes sin deseo de entablar combate, pero dispuesto a entablarlo si el otro bando lo deseaba. En el bando del infante Pedro militaban su tío Alfonso Téllez de Molina, hermano de María de Molina, Tello Alfonso de Meneses, hijo del anterior, Rodrigo Álvarez de las Asturias IV y Fernán Ruiz de Saldaña, entre otros ricoshombres. Los principales partidarios del infante Juan eran el infante Felipe de Castilla, Fernando de la Cerda, y Juan Núñez II de Lara.
Una vez reunidos los asistentes en la ciudad de Palencia, se acordó que cada uno de los dos bandos conservase solo mil trescientos hombres en las inmediaciones de la ciudad, aunque dicho acuerdo fue quebrantado por el infante Juan de Castilla al conservar junto a sí a cuatro mil hombres, a lo que correspondió el infante Pedro conservando cinco mil de los suyos. Durante las Cortes, la reina Constanza, viuda de Fernando IV, dejó de prestar su apoyo al infante Pedro y pasó a prestarlo al infante Juan, procediendo don Juan Manuel, nieto de Fernando III de Castilla, de igual modo. Ante el temor de que surgiesen disputas, y por iniciativa de la reina María de Molina, los infantes Pedro y Juan y sus acompañantes abandonaron la ciudad y se hospedaron en las aldeas cercanas, alojándose el infante Pedro en Amusco, el infante Juan en Becerril de Campos, la reina Constanza en Grijota, y María de Molina en Monzón de Campos. Al mismo tiempo, los prelados y procuradores del reino partidarios del infante Pedro y de María de Molina acordaron reunirse en la iglesia de San Francisco de Palencia, de la Orden de los Franciscanos, y los partidarios del infante Juan lo harían en el convento de San Pablo de Palencia, de la Orden de los Dominicos, y vinculado a la Casa de Lara. A pesar de los deseos del infante Pedro y de su madre la reina, los partidarios del infante Juan no se avinieron a ningún acuerdo y nombraron tutor al infante Juan, al tiempo que el otro bando nombraba tutores a la reina María de Molina y al infante Pedro.
Las dobles Cortes de Palencia de 1313 dieron origen a dos ordenamientos distintos, siendo uno de ellos otorgado por el infante Juan, como tutor de Alfonso XI, a los concejos de Castilla, León, Extremadura, Galicia y Asturias, territorios en los que predominaban sus propios partidarios. El otro ordenamiento fue promulgado por la reina María de Molina y por su hijo, el infante Pedro de Castilla, como tutores conjuntos de Alfonso XI, y fue librado a petición de los concejos de Castilla, León, Toledo, las Extremaduras, Galicia, Asturias y Andalucía. En ambos cuadernos de Cortes consta la presencia del clero, de la nobleza y de los hombres buenos de las villas, deduciéndose de ellos que el infante Juan llevaba cierta ventaja en el número y calidad de los próceres, así como el infante Pedro y la reina María de Molina en prelados, Maestres de las Órdenes Militares, y representantes de los concejos. El cuaderno dado por la reina María de Molina lleva los sellos del rey Alfonso XI y los de ambos tutores, y el otorgado por el infante Juan únicamente su propio sello, deduciéndose de ello que la Cancillería real se hallaba en manos de los primeros. Acabadas las Cortes, cada uno de los dos bandos comenzó a utilizar el sello real para emitir órdenes y privilegios.
Terminadas las Cortes, Alfonso de Valencia y su padre el infante Juan ocuparon la ciudad de León, al tiempo que el infante Pedro de Castilla se apoderaba de la ciudad de Palencia, dirigiéndose este último después a Ávila junto a su madre, donde se hallaba el rey Alfonso XI. Mientras tanto ambos bandos intentaban alcanzar un acuerdo definitivo sobre quién debía ser tutor del rey, interviniendo en las negociaciones los Maestres de las Órdenes de Santiago y Calatrava, así como don Juan Manuel, partidario del infante Juan de Castilla. El infante Pedro partió hacia Granada a fin de socorrer a Nasr, rey de Granada, contra quien se había sublevado el hijo del arráez de Málaga. Sin embargo, a finales de 1313 el infante Pedro tuvo conocimiento de la derrota del rey granadino y, durante su regreso a Castilla, asedió durante tres días y tomó el castillo de Rute, situado en la provincia de Córdoba.
A finales de 1313, el infante Juan convocó a los procuradores del reino en Sahagún. Mientras se hallaban reunidos, el día 18 de noviembre falleció la reina Constanza, madre de Alfonso XI de Castilla, lo que motivó que el infante Juan y sus partidarios se decidiesen a pactar con María de Molina, ofreciéndole a la reina que desempeñase el cargo de tutora del rey en los territorios en los que habían declarado tutores a ella y a su hijo el infante Pedro, al tiempo que el infante Juan ejercería como tutor en los territorios que le apoyaban. La reina María de Molina respondió afirmativamente a la proposición del infante Juan.

#### Concordia de Palazuelos y Cortes de Burgos (1314-1315)

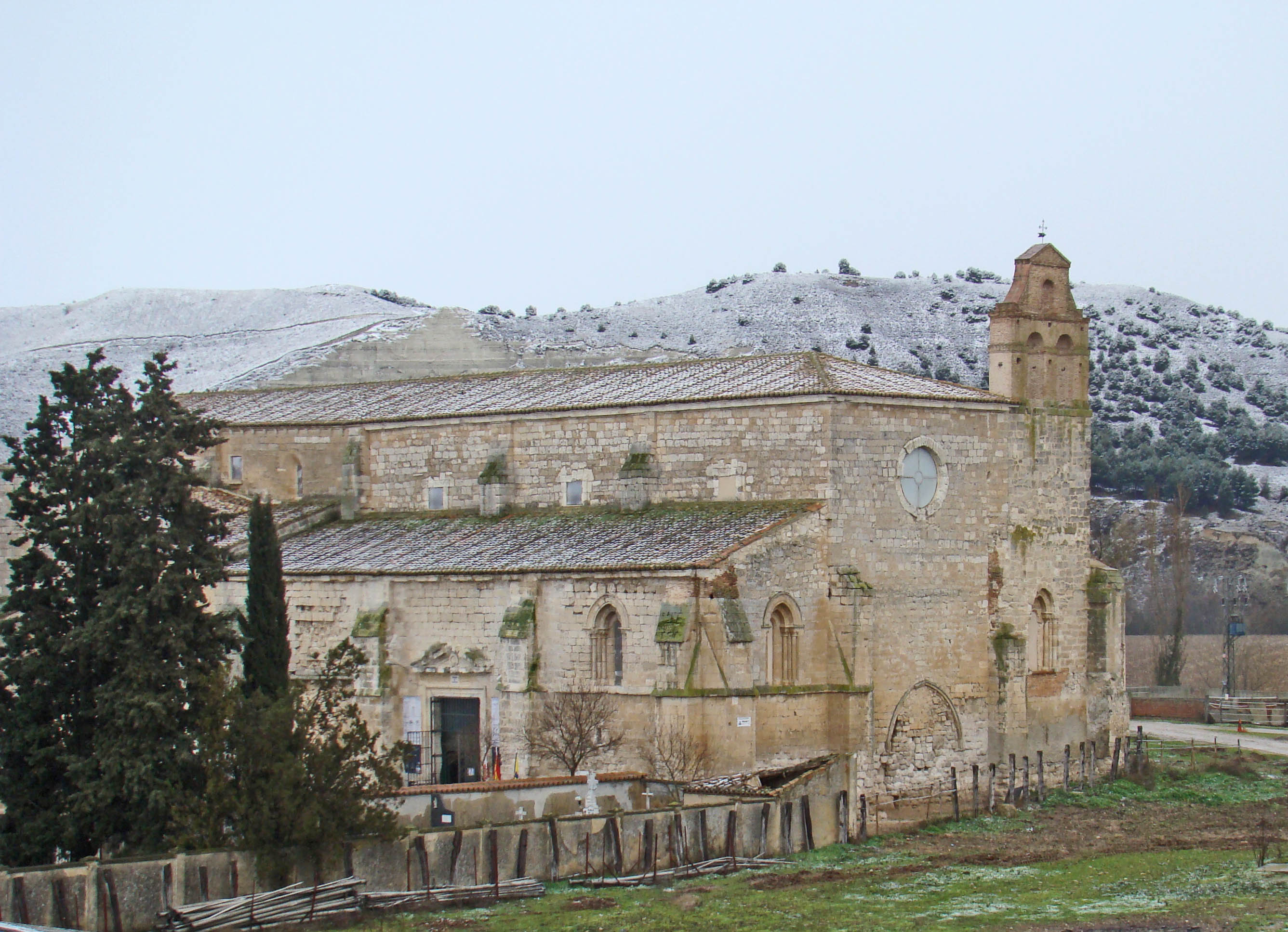
Monasterio de Santa María de Palazuelos. (Provincia de Valladolid).

En la llamada Concordia de Palazuelos, firmada en el año 1314, se encomendó la tutoría de Alfonso XI a sus tíos, los infantes Juan y Pedro de Castilla, y a su abuela, la reina María de Molina, a quien le fue confiada la crianza y la custodia del niño rey. Al mismo tiempo se acordó que la Cancillería del reino debería hallarse junto al rey, que los tutores tomasen cartas blancas para los pleitos que hubieran de resolver en las villas, que los tutores destruyesen los sellos reales que habían usado hasta entonces, y que los tutores ejerciesen como tales en los lugares en los que habían sido designados. Poco después de haberse acordado la tutoría compartida del rey entre los dos infantes, se entabló un pleito entre don Juan Manuel y la infanta portuguesa Blanca de Portugal, nieta de Alfonso X el Sabio, a causa de varias ciudades que ella había vendido al infante Pedro, a pesar de los deseos de don Juan Manuel de comprarlas, por no haber satisfecho este último el pago por dichas ciudades. Como consecuencia de dicho pleito, don Juan Manuel comenzó a saquear toda la zona de Guadalajara, apoyado por el infante Juan de Castilla, quien le prestó consejo y apoyo.
Poco después, Alfonso de Valencia, hijo del infante Juan, se dispuso a atacar al infante Felipe de Castilla, hijo de la reina María de Molina, en Lugo, donde estuvo a punto de librarse una batalla campal entre ambos. Al mismo tiempo, el Maestre de Calatrava aconsejó al infante Pedro, que se encontraba atacando las tierras de don Juan Manuel, que dividiese a partes iguales con don Juan Manuel las tierras que se hallaban en disputa, accediendo a ello el infante Pedro, para lo que se entrevistó con don Juan Manuel en Uclés y, posteriormente, con el infante Juan en Sepúlveda, para acordar la convocatoria de Cortes en la ciudad de Burgos.
En las Cortes de Burgos de 1315 se ratificó lo dispuesto en la Concordia de Palazuelos de 1314, estipulándose además que en caso de morir alguno de los tutores, continuarían en el cargo los que continuasen vivos, y comprometiéndose a que no pudiese acceder a la tutoría del rey nadie a excepción de la reina María de Molina, y de los infantes Pedro y Juan. Se rompieron los sellos anteriores de los tutores y comenzaron a usar uno nuevo, al tiempo que se disponía que la Cancillería se hallase junto al rey y a la reina María de Molina. Los tutores se comprometieron a no conceder tierras o bienes monetarios a persona alguna, y se dispuso que solo se podrían hacer donaciones con el sello del rey, y con el consentimiento previo de los tres tutores. Tres ordenamientos surgieron de las Cortes de Burgos de 1315.

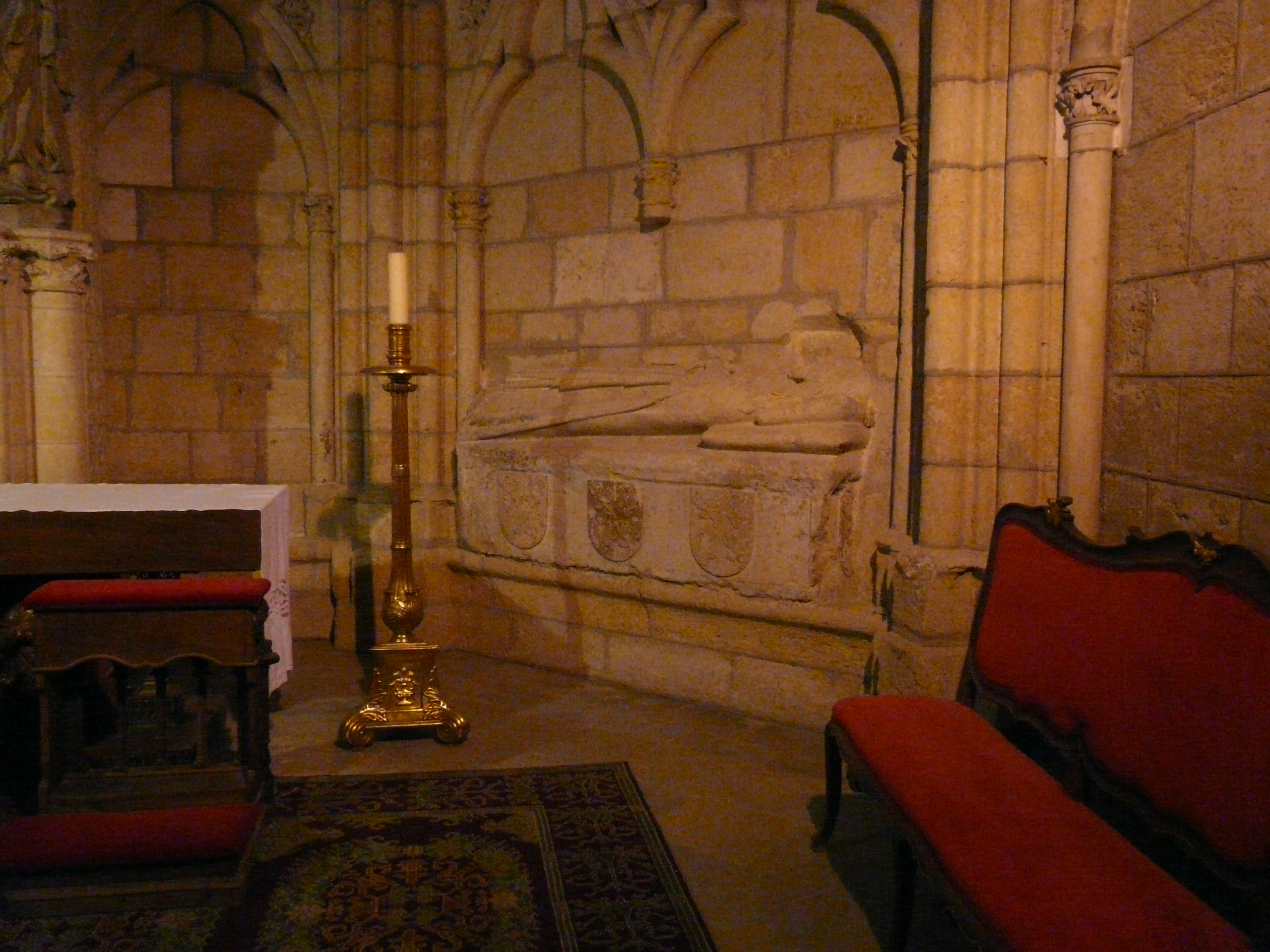
Sepulcro de Alfonso de Valencia, hijo del infante Juan. (Capilla de la Virgen Blanca de la catedral de León).

En uno de ellos, se aprobó la carta de la Hermandad que los caballeros hijosdalgo y hombres buenos de los reinos de Castilla, León, Toledo y las Extremaduras habían formado para oponerse a los posibles desmanes de los tutores, en otro se intentaron resolver las posibles diferencias acerca del ejercicio de la tutoría, y se tomaron algunas disposiciones en lo referente a la administración del reino, y en el último ordenamiento los tutores respondieron a ciertas reclamaciones efectuadas por los prelados del reino.
Durante las Cortes de Burgos de 1315 falleció Juan Núñez II de Lara, señor de la Casa de Lara y partidario del infante Juan, siendo sucedido en el cargo de mayordomo mayor del rey Alfonso XI por Alfonso de Valencia, hijo del infante Juan, al tiempo que don Juan Manuel, aprovechando la ausencia del infante Pedro, que se encontraba en las Cortes, saqueaba las posesiones de este último en Almazán y en Berlanga de Duero.
Terminadas las Cortes de Burgos, se concedió a don Juan Manuel, reconciliado ya con el infante Pedro, el cargo de adelantado mayor del reino de Murcia, y al mismo tiempo Alfonso de Valencia se reconcilió con el infante Felipe de Castilla, en presencia de la reina María de Molina y del infante Juan. En mayo de 1315 el infante Pedro derrotó a los granadinos en la batalla de Alicún de Ortega, en la que murieron alrededor de mil quinientos granadinos, además de cuarenta notables del sultanato de Granada. Poco después, el infante Pedro conquistó los castillos de Cambil y Alhabar. En 1316 falleció Alfonso de Valencia, hijo del infante Juan, en Morales de Toro.

#### Cortes de Carrión e incursión en la Vega de Granada del infante Pedro (1317)
En septiembre de 1317 comenzaron las Cortes de Carrión, en las que, durante cuatro meses, fueron examinadas las rentas del rey y el uso que los tutores habían hecho de ellas, no encontrándose fraudes por parte de los mismos. Se acordó que los tres tutores del rey deberían abandonar la tutoría si permitían que fueran tomadas las tierras de los ricoshombres, infanzones o caballeros, si suprimiensen las concesiones pecuniarias otorgadas a los mismos en el Ayuntamiento de Carrión de 1317, si no castigasen a los que pertubasen la paz en las tierras de realengo, o si no castigasen y diesen muerte a los alcaides, alcaldes y oficiales que ejecutasen personas arbitrariamente.
Durante las Cortes de Carrión de 1317, el infante Juan, que deseaba que el infante Pedro abandonase la tutoría, propuso que los tres tutores dejasen la tutoría, con la esperanza de que le fuera encomendada a él solo, aunque su propuesta fue rechazada por los partidarios que se hallaban presentes de la reina y del infante Pedro. Aprobados los subsidios demandados por la Corona, se entabló una disputa entre los caballeros presentes que estuvo a punto de ocasionar la muerte del infante Juan.
Para contribuir al esfuerzo de la guerra contra el reino de Granada, que libraba en la frontera el infante Pedro, el papa Juan XXII, otorgó a la empresa bélica que se planeaba el carácter de cruzada, concediendo para ello la décima y la tercia de las rentas eclesiásticas y los ingresos procedentes de las bulas de cruzada durante tres años consecutivos. En 1317 el infante Pedro invadió el reino de Granada y devastó su territorio hasta llegar a Granada, desde donde retornó a la ciudad de Córdoba, siendo acompañado en su expedición por los Maestres de las Órdenes de Santiago, Calatrava, Alcántara, así como por el Maestre de los Hospitalarios, y por el arzobispo de Sevilla y el obispo de Córdoba. Poco después, los granadinos intentaron sitiar Gibraltar, pero, por temor a las represalias del infante Pedro, no llegaron a poner en práctica la empresa.
A continuación, el infante Pedro atacó las localidades de Píñar y Montejícar, tomando después el castillo de Bélmez de la Moraleda. Mientras el infante Pedro combatía a los granadinos en 1317, el infante Juan, que deseaba que se le concediese una parte de los beneficios otorgados por el papa para los gastos de guerra contra el reino de Granada, obtuvo su parte de los mismos gracias a la intervención de la reina María de Molina, que puso término a las disputas surgidas por este motivo entre su hijo Pedro y el infante Juan, disponiendo los tres tutores entonces que se convocasen Cortes en el reino.

#### Cortes de Medina del Campo y testamento del infante Juan (1318-1319)
En 1318 se celebraron Cortes en Valladolid y en Medina del Campo. Los procuradores de Extremadura, debido a una disputa surgida con los procuradores castellanos en las Cortes de Carrión de 1317, acordaron celebrar Cortes por separado junto a los del reino de León, reuniéndose éstas en Medina del Campo, pues previamente se habían reunido los procuradores castellanos en Valladolid. Durante las Cortes de Medina del Campo le fueron devueltas al rey las villas de Moya y Cañete, situadas en la provincia de Cuenca, por haber fallecido sin descendencia Juan Núñez II de Lara, señor de la Casa de Lara.
En las Cortes de Medina del Campo de 1318 se hallaron presentes varios prelados, ricoshombres, el maestre de la Orden de Santiago y los procuradores de las ciudades y villas de los reinos de León, Toledo y de las Extremaduras. Los procuradores presentes demandaron que se vigilase estrechamente la administración de justicia, solicitaron que los nobles que maltrataran a los habitantes de las villas fueran castigados severamente, y protestaron sobre la intromisión de la autoridad eclesiástica en los pleitos civiles en tierras de realengo, menguándose con ello la autoridad de la Corona. Por otra parte, los subsidios demandados por la Corona fueron concedidos en ambas Cortes. Y en el invierno de 1318 se ultimaron los preparativos bélicos y el infante Pedro, pasando por Toledo, Trujillo, Sevilla, Córdoba y Úbeda, reunió a las tropas que habrían de intervenir en la campaña del año próximo, ocupándose también de la fabricación del armamento necesario en la ciudad de Sevilla.

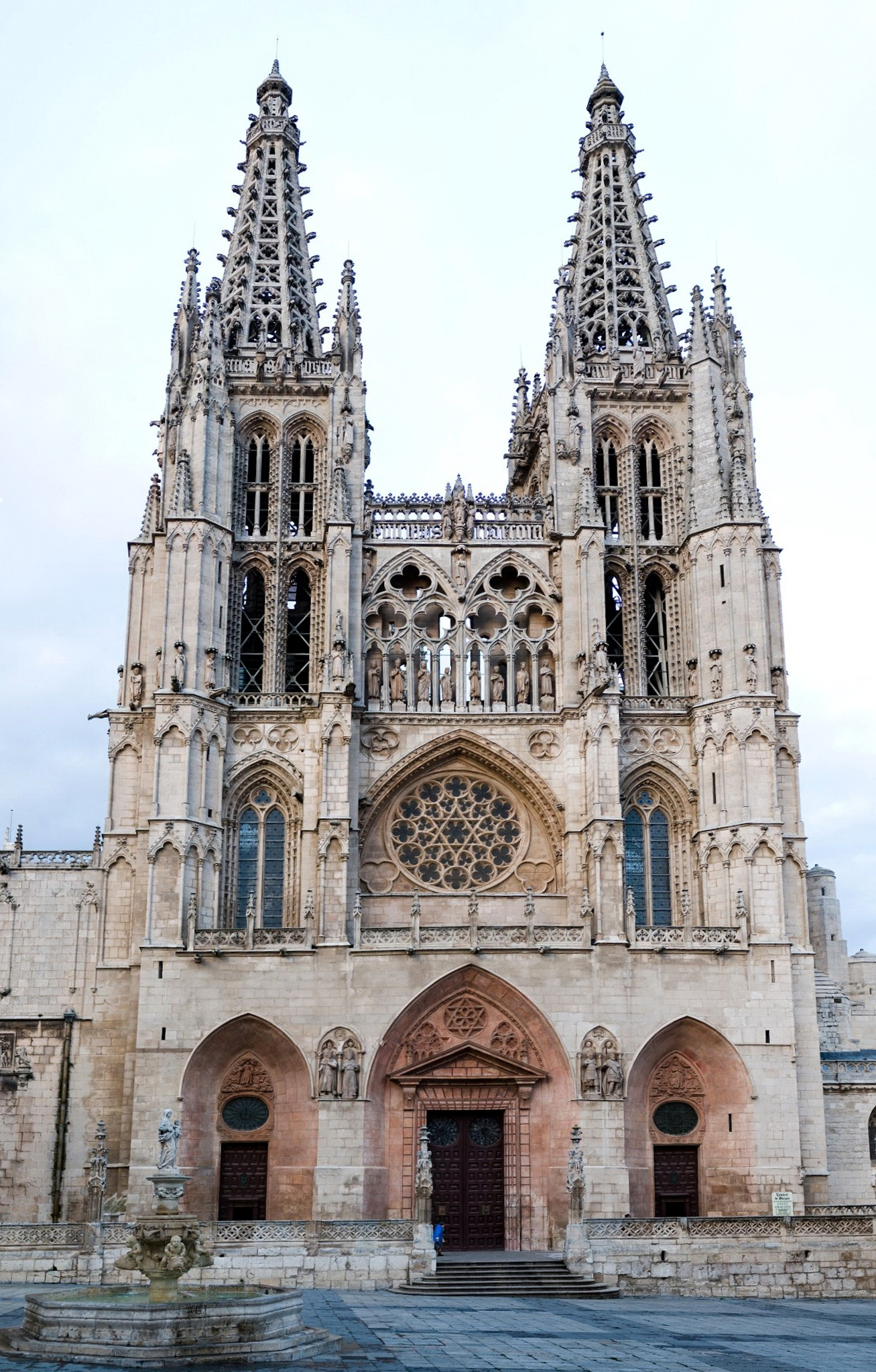
Catedral de Burgos.

El infante Juan otorgó su último y definitivo testamento en Segovia el día 31 de enero de 1319, aunque previamente había otorgado otro en la ciudad de Burgos el 1 de marzo de 1310, que quedó anulado por el segundo. Y en su último testamento el infante, como señaló el marqués de Mondéjar, declaró a su hijo Juan el Tuerto, que llegaría a ser señor de Vizcaya, único heredero de «todos sus estados», ya que su hijo primogénito, Alfonso de Valencia, había fallecido en 1316. Y una de las primeras disposiciones testamentarias del infante Juan es que deseaba que sus restos mortales descansaran entre el coro y el altar mayor de la catedral de Burgos, donde fundó seis capellanías que deberían ser administradas por el arcediano de Burgos, aunque también estableció otra al mismo tiempo en la catedral de Astorga. Y al mismo tiempo el infante, que dotó espléndidamente sus capellanías, estableció que una lámpara de plata debería arder perpetuamente junto a su tumba, y para ese fin legó al templo 500 maravedís, ya que, como señaló Guijarro González, «la simbología evangélica de la luz se transmitía con la continuidad de su presencia».
Además, el infante Juan manifestó su deseo de que a su entierro deberían acudir todos los clérigos de Burgos junto con los franciscanos y dominicos de dicha ciudad y los de las villas de Castrojeriz, Palenzuela y Santo Domingo de Silos. Sin embargo, todos estos frailes y clérigos no acudirían tan solo al entierro del infante, sino que deberían asistir también, según su voluntad, a las ceremonias que se celebrarían en relación con el sepelio, como «la vigilia, el tercer día, el noveno día y los cuarenta días», quedando incluidas también las comidas de los religiosos. Y una de las disposiciones más llamativas del testamento, como señaló Guijarro González, es que, debido a una «penitencia» que le impuso el arzobispo de Santiago de Compostela al infante Juan, este último legó a algunas «mujeres vírgenes» para que pudieran casarse o ingresar en un convento mil maravedís que se les entregarían tras su muerte. Y el infante ordenó que el día de su entierro mil pobres serían vestidos a sus expensas y se les daría una comida a todos los «menesterosos que asistieran a las honras fúnebres».
También ordenó el infante Juan en su testamento que en los diez años siguientes a su muerte sus albaceas deberían entregar al monasterio de los dominicos o predicadores de la ciudad de León una suma de 15.000 maravedís como indemnización por la iglesia que el infante les destruyó. Y por otra parte también dispuso que si su cuñada, la reina María de Molina, fallecía antes que él sus albaceas deberían entregar la villa zamorana de Villafáfila a la Orden de Santiago; que las rentas y derechos que el infante poseía en Ponferrada deberían ser entregados a la Orden del Temple en caso de que el papa «lo ordenare»; y por último que a la muerte del infante la villa zamorana de Castrotorafe debería pasar a manos de la Orden de Santiago junto con «su castillo y lugares». Y el infante maldijo al mismo tiempo a los que quebrantaran alguna de sus disposiciones testamentarias estableciendo que:

Quien sea contra ello...aya la maldición de Dios e de Santa María, su madre, e la mia, e yaçan con Judas Escariote en los infiernos...

#### Incursión en la Vega de Granada (junio de 1319)

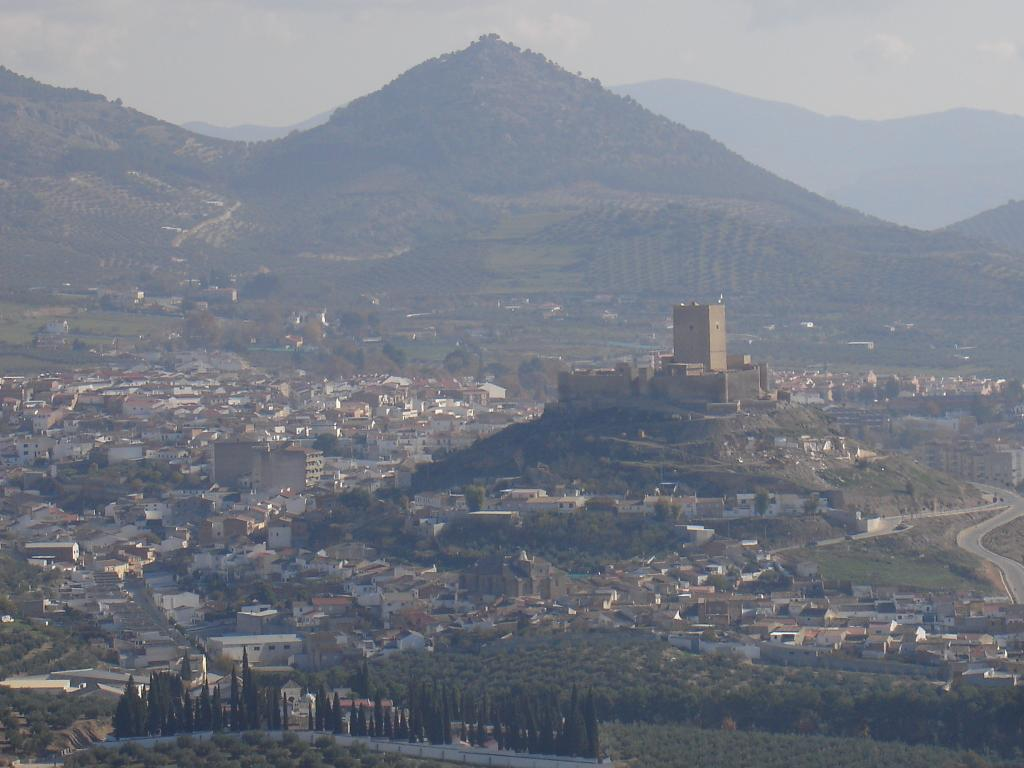
Vista de Alcaudete desde la Sierra de Orbes. En la localidad jienense de Alcaudete se reunieron en junio de 1319 los ejércitos de los infantes Juan y Pedro, antes de partir para la campaña contra el reino de Granada.

Encontrándose el infante Pedro a principios de 1319 en la ciudad de Úbeda, decidió apoderarse del castillo de Tíscar, situado en la actual provincia de Jaén, que fue conquistado el sábado víspera de Pentecostés de 1319. Y en junio de ese año, mientras el infante Pedro se encontraba en Tíscar, las huestes castellanas al mando del infante Juan se le aproximaban, ya que este último había decidido, a pesar de no encontrarse en buena forma física, unirse a su sobrino en la expedición contra los musulmanes granadinos, a fin de impedir que este último adquiriese más protagonismo en los asuntos del reino.
El plan del infante Juan era saquear la Vega de Granada y tomar parte en los triunfos militares cosechados por su sobrino, el infante Pedro, al tiempo que con ello se intimidaba al rey Ismail I de Granada y se causaba el mayor daño posible en su territorio. En junio de 1319, mientras el infante Pedro sitiaba el castillo de Tíscar, el infante Juan, que se hallaba con su hijo Juan el Tuerto en la villa cordobesa de Baena, dejó a este último a cargo de la defensa de Baena y partió rumbo a Alcaudete, a fin de encontrarse con su sobrino, el infante Pedro, que allí le aguardaba. Reunidos ambos ejércitos en Alcaudete, que según el Padre Juan de Mariana sumaban nueve mil hombres de a caballo y varios miles de a pie, partieron rumbo a la Vega de Granada, arrasando a su paso los campos, talando los bosques y, exterminando o capturando el ganado. El infante Juan se hallaba al mando de la vanguardia de la columna castellano-leonesa, mientras que el infante Pedro se encontraba en la retaguardia, acompañado por los Maestres de las Órdenes de Santiago, Calatrava, y Alcántara, por los arzobispos de Toledo y Sevilla, y por numerosos miembros de la alta nobleza.
De camino a la ciudad de Granada, el ejército cristiano pasó por Alcalá la Real, donde pernoctó y permaneció al día siguiente también. Después, pasando por las localidades de Moclín e Íllora, localidad esta última que atacaron los cristianos y cuyo castillo pudieron haber tomado, y por Pinos Puente, llegaron un sábado, víspera de San Juan, a las cercanías de la ciudad de Granada, donde acamparon.
El ejército permaneció acampado allí hasta el lunes, día en que el infante Juan sugirió regresar a tierras castellanas, a pesar de la oposición del infante Pedro, que deseaba penetrar más en el territorio enemigo. Sin embargo, prevaleció la opinión del infante Juan de Castilla, y ese mismo día emprendieron el viaje de retorno, hallándose el infante Juan al mando de la retaguardia de la columna cristiana, y el infante Pedro al de la vanguardia.

#### Desastre de la Vega de Granada y muerte del infante Juan (1319)
El día 25 de junio, día en que las tropas cristianas emprendieron la retirada hacia sus bases, la retaguardia del ejército castellano-leonés fue atacada en el cerro de los Infantes, situado en el municipio de Pinos Puente, a 16 kilómetros de Granada, por la caballería del sultán granadino, al mando del general Ozmín, que al tener noticia de la retirada del ejército de los infantes, había salido de la ciudad de Granada con una fuerza de cinco mil hombres de caballería y varios miles de soldados de infantería. Sin embargo, en un primer momento, los ataques de los musulmanes se limitaron a intentar provocar al enemigo, mediante pequeñas escaramuzas mantenidas en la retaguardia de la columna cristiana.

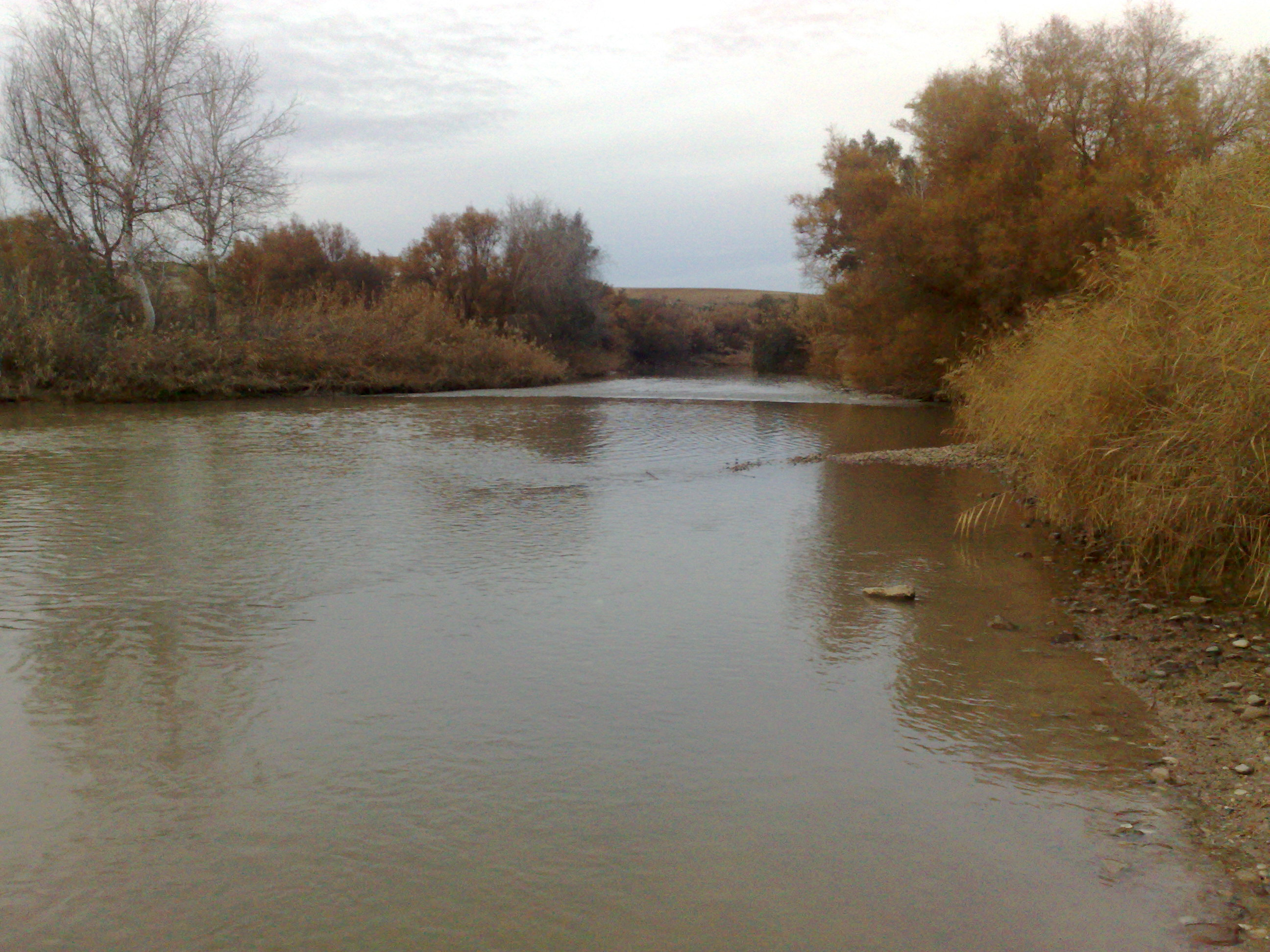
Vista del río Genil, donde perecieron ahogados numerosos soldados cristianos durante el desastre.

Poco después, y a causa del calor, pues era el mes de junio, el ejército cristiano comenzó a mostrarse desalentado, sediento y agotado, y los musulmanes granadinos atacaron con dureza en todos los flancos de la retaguardia cristiana, que se vio así rodeada. En vista de la situación, el infante Juan, que se hallaba al mando de la retaguardia de la columna castellano-leonesa, solicitó la ayuda del infante Pedro, que se encontraba al mando de la vanguardia del ejército. Las tropas del infante Pedro, atemorizadas y cargadas de botín, emprendieron la huida e intentaron cruzar el río Genil, pereciendo muchos soldados en el intento, a pesar de la determinación del infante Pedro, que intentó hasta el último momento reorganizar a sus tropas y llevarlas a combatir junto a su tío, el infante Juan, cuya situación era desesperada, pues se hallaba necesitado de refuerzos. No pudiendo soportar la desobediencia de sus tropas, que se negaban a combatir, y viéndose impotente ante la situación producida, el infante Pedro:

Et el Infante Don Pedro metió mano á la espada por los acapdillar, et nunca pudo: et á golpes se tollió todo el cuerpo, et perdió la fabla, et cayó del caballo muerto en tierra.

Mientras en la vanguardia de la columna cristiana perdía la vida el infante Pedro, que contaba con veintinueve años de edad, los musulmanes granadinos mataron a todos los cristianos que encontraron, que, a causa de las elevadas temperaturas y del cuantioso botín que portaban consigo, apenas pudieron defenderse. Asimismo, la Crónica de Alfonso XI refiere que, cuando el infante Juan de Castilla tuvo conocimiento de la muerte de su sobrino, el infante Pedro:

Et desque lo sopo el Infante Don Joan ovo ende muy grand pesar, et tan grande fue el pesar que ende tomó, que perdió luego el entendimiento et la fabla, et tovieronlo asi desde mediodia fasta hora de visperas, que nin moria nin vivia.

Cuando los maestres de las Órdenes militares, el arzobispo de Toledo, y el obispo de Córdoba, que se encontraban en la vanguardia castellana, fueron informados de la muerte del infante Pedro, al que aguardaban, se dieron a la fuga. Mientras tanto, en la retaguardia, el ejército del sultán granadino saqueó el campamento cristiano y, con el botín obtenido, emprendieron el regreso a la ciudad de Granada. A la caída de la tarde, el infante Juan, que aún no había fallecido, fue colocado sobre un caballo, y el cadáver del infante Pedro sobre un mulo, y el ejército castellano-leonés, cuyos comandantes estaban decididos a replegarse debido a la multitud de bajas sufridas, emprendió la retirada hacia sus bases en la retaguardia. Durante el trayecto nocturno, el caballo que transportaba el cadáver del infante Juan, que había fallecido durante la noche, fue perdido de vista por sus hombres, debido a la falta de visibilidad y a la rapidez de la huida de los cristianos, y quedó perdido en las tierras del rey de Granada.
Mientras tanto, la vanguardia cristiana, que llevaba consigo el cadáver del infante Pedro, consiguió llegar a Priego de Córdoba, desde donde el cadáver del infante fue trasladado al municipio cordobés de Baena, y, posteriormente, pasando por Arjona, a la ciudad de Burgos, donde recibió sepultura en el monasterio de las Huelgas de Burgos.

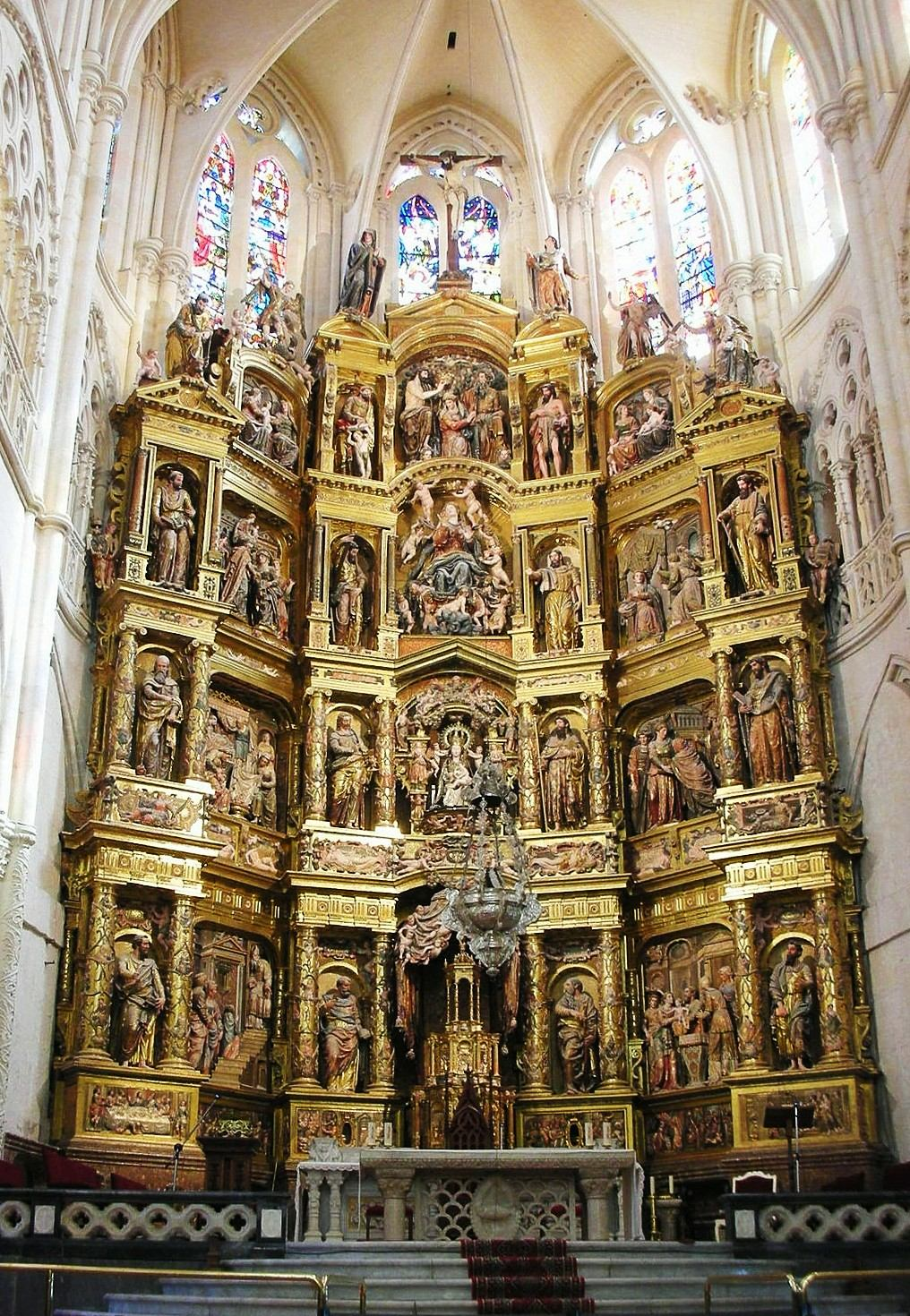
Retablo mayor de la catedral de Burgos, a cuyos pies se encuentra el sepulcro del infante Juan de Castilla el de Tarifa.

Cuando Juan el Tuerto, hijo del infante Juan, tuvo conocimiento de que el cadáver de su padre había quedado perdido en las tierras del rey de Granada, envió hombres en su busca, pero, al no encontrarlo, envió emisarios al sultán de Granada, quien ordenó su búsqueda. Una vez hallado el cadáver del infante, fue llevado a Granada y colocado en un ataúd cubierto con paños de oro. Después, el rey de Granada ordenó formar una comitiva, escoltada por caballeros, para conducir los restos del infante Juan hasta los dominios del reino de Castilla y León, donde se hicieron cargo de ellos los emisarios de Juan el Tuerto. El cadáver del infante Juan fue trasladado a la ciudad de Córdoba, desde donde, pasando por Toledo, fue conducido a la ciudad de Burgos.
El cadáver del infante Juan de Castilla, según consta en la Crónica y en la Gran Crónica de Alfonso XI, fue llevado a la ciudad de Burgos pasando por Córdoba, Toledo y el municipio palentino de Paredes de Nava, donde permaneció insepulto durante varias semanas hasta que, como señaló el historiador Wenceslao Segura González, su viuda, María Díaz de Haro, negoció con la reina María de Molina «el porvenir de su hijo», Juan el Tuerto, para quien reclamó el cargo de adelantado mayor de la frontera de Andalucía, 500.000 maravedís de soldada, y una llave para poder utilizar el sello real. Y cuando la reina accedió a todas las demandas de la viuda del infante Juan, a excepción de lo relativo a la utilización del sello real, los restos mortales del infante fueron trasladados por su esposa a la catedral de Burgos, y Segura González afirmó que las exequias se celebraron con la máxima solemnidad, que se prolongaron durante tres días, y que a ellas asistieron todos los frailes de la ciudad de Burgos y de sus inmediaciones.
Aunque el padre Enrique Flórez afirmó que los restos del infante Juan podrían haber sido enterrados en la catedral de Astorga, está plenamente corroborado y la mayoría de los historiadores coinciden en que reposan en la catedral de Burgos, ya que en la Gran Crónica de Alfonso XI consta explícitamente que lo sepultaron en la «yglesia de Santa Maria de Burgos, a do se el mando enterrar», en el testamento que el infante otorgó el 21 de enero de 1319 había solicitado que lo enterraran en dicho templo, y en el capítulo XVIII de la Crónica de Alfonso XI, aunque no se menciona que fuera enterrado en la catedral de Burgos, sí consta que fue sepultado en dicha ciudad, tal y como él había dispuesto en su testamento. Y Boto Varela señaló que a pesar de que el infante «recibió y obtuvo» en 1310 permiso para enterrarse en el altar mayor de la catedral de Astorga, y posteriormente en el mismo lugar de la catedral de Burgos, al final fue enterrado en esta última, que era mucho más «prestigiosa». Y el hecho de que el infante Juan «insistiera» en dos ocasiones en ser enterrado sucesivamente en las capillas mayores de dos catedrales diferentes llamó la atención de Boto Varela.

## Sepultura

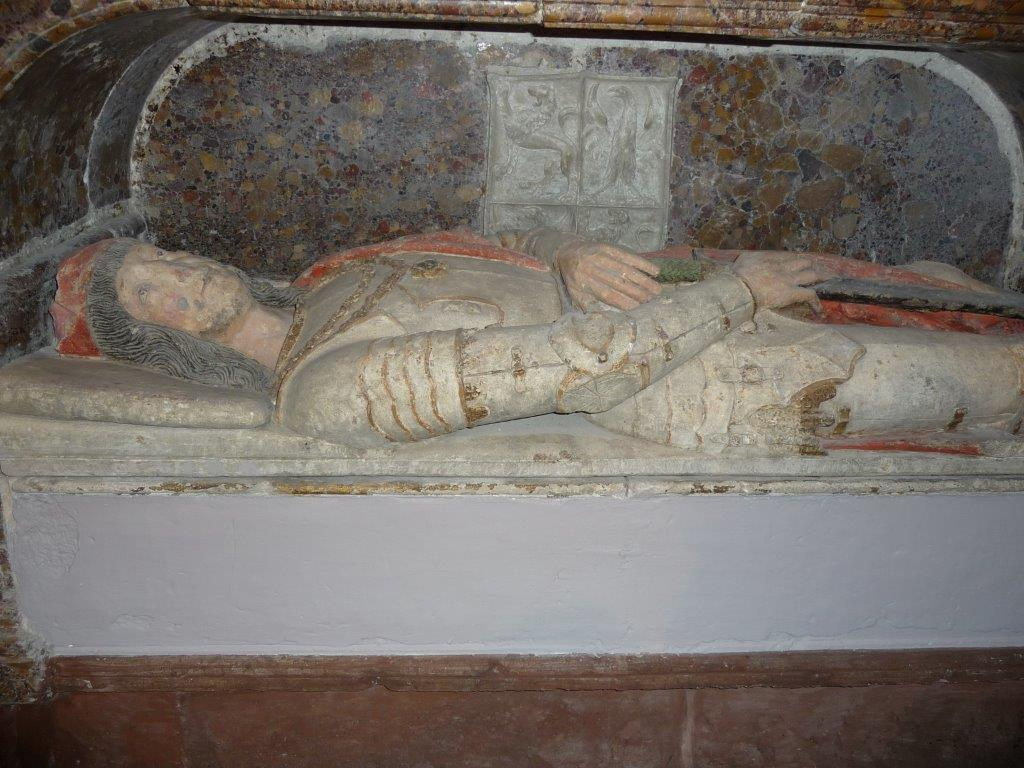
Sepulcro del infante Juan de Castilla el de Tarifa. (Capilla mayor de la catedral de Burgos).

El sepulcro del infante Juan se encuentra actualmente en el lado del Evangelio de la capilla mayor de la catedral de Burgos, es prácticamente invisible por encontrarse tras el altar, carece de suntuosidad, y está bastante deteriorado por el paso del tiempo. Sobre su tapa se halla colocada una estatua yacente que representa al difunto, siendo este, según afirmó Ricardo del Arco, uno de los primeros sepulcros castellanos en el que se utilizaron este tipo de estatuas. El yacente, representado en su «aetas perfecta» y con su cabeza reposando sobre un almohadón, aparece sin barba y portando casco y una armadura que le cubre desde el tronco a los pies. Además, el difunto lleva colgada en su cuello una cadena de la que pende una pequeña arqueta que seguramente servía para contener reliquias de santos, y con sus manos sujeta su espada, acompañada de su talabarte y de un pañizuelo «que cae desde la empuñadura». Algunos historiadores afirmaron que el sepulcro y la estatua yacente estuvieron policromados en sus inicios, que el puño de la espada y las rosetas del talabarte tal vez hubieran sido dorados, y que en el muro de la pared que cobija el sepulcro está colocado el escudo de armas del infante, consistente en un «cuartelado con leones en el 1.º y 4.º y águilas explayadas en el 2.º y 3.º», que posteriormente sería el escudo de los miembros de la Casa de Valencia, descendientes del infante Juan.
Cuando a finales del siglo XVI se renovó completamente el presbiterio de la catedral de Burgos y se colocó el actual retablo mayor, el sepulcro del infante Juan fue retirado y permaneció más de diez años fuera de su emplazamiento original, y las lápidas y efigies que había allí quedaron a «ras de suelo» y los sepulcros «soterrados», lo que provocó que el sepulcro del infante, según algunos autores, fuera acortado por falta de espacio y le cortaran los pies «por más arriba del tobillo», aunque otros historiadores no mencionan nada sobre esa mutilación. Y cerca de donde se encuentra el sepulcro del infante Juan están enterrados Sancho de Castilla, que era hijo ilegítimo del rey Alfonso XI de Castilla y de Leonor de Guzmán, y su esposa Beatriz de Portugal, que era hija del rey Pedro I de Portugal y de la célebre Inés de Castro.

## Matrimonios y descendencia
El infante Juan de Castilla contrajo matrimonio por primera vez en Burgos en 1281 con Margarita de Montferrato, hija de Guillermo VII de Montferrato, marqués de Montferrato y rey titular de Tesalónica, y de Isabel de Gloucester y hijastra de su hermana Beatriz de Castilla. Y fruto de su primer matrimonio nació un solo hijo:
- Alfonso de Valencia (m. 1316). Fue señor de Valencia de Campos y Mansilla, mayordomo mayor del rey Alfonso XI de Castilla y pertiguero mayor de Santiago.[77] Contrajo matrimonio por primera vez con Teresa Núñez de Lara, hija de Juan Núñez I de Lara, y posteriormente volvió a casarse hacia 1314 con Juana Fernández de Castro, hija de Fernando Rodríguez de Castro, señor de Lemos y Sarria, y nieta de Sancho IV de Castilla.[77] Fue sepultado en la catedral de León.[78][79]

En 1286 falleció Margarita de Montferrato, y antes o poco antes del 11 de mayo de 1287, el infante contrajo un nuevo matrimonio con María Díaz de Haro, que llegaría a ser señora de Vizcaya y era hija del conde Lope Díaz III de Haro, señor de Vizcaya, Y fruto de este matrimonio nacieron tres hijos:
- Juan el Tuerto (m. 1326). Heredó las posesiones de sus padres y llegó a ser señor de Vizcaya y alférez del rey.[80] Contrajo matrimonio con Isabel de Portugal y Manuel, hija del infante Alfonso de Portugal, y nieta del rey Alfonso III de Portugal, y fue asesinado en Toro a finales de 1326 por orden de Alfonso XI de Castilla.[81]
- Lope Díaz de Haro (m. después de 1295); fallecido durante su juventud.
- María Díaz de Haro (m. c. 1299), esposa de Juan Núñez II de Lara, señor de la Casa de Lara. Falleció sin dejar descendencia.

| Predecesor:                            | Señor de Valencia de Campos 1281-1300                  | Sucesor: Alfonso de Valencia            |
| Predecesor: Fernando IV                | Rey de León (en guerra contra Fernando IV) 1296-1300   | Sucesor: Fernando IV                    |
| Predecesor: Diego López V de Haro      | Señor consorte de Vizcaya 1310-1319                    | Sucesor: Juan el Tuerto                 |
| Predecesor: Fernán Pérez Ponce de León | Mayordomo mayor del rey 1284-1285                      | Sucesor: Pedro Álvarez de las Asturias  |
| Predecesor: Manuel de Castilla         | Alférez del rey 1277-1284                              | Sucesor: Diego López V de Haro          |
| Predecesor: Juan Alfonso de Haro       | Alférez del rey 1312-1318                              | Sucesor: Juan el Tuerto                 |
| Predecesor: Juan Núñez I de Lara       | Adelantado mayor de la frontera de Andalucía 1284-1292 | Sucesor: Juan Fernández Cabellos de Oro |